# Liste des personnages d'Orange Is the New Black

Cet article présente les personnages de fiction de la série télévisée américaine Orange Is the New Black.

## Présence
| Distribution principale |                                             |            |            |            |            |            |            |            |            |  |
| Taylor Schilling        | Piper Chapman                               | Principal  | Principal  | Principal  | Principal  | Principal  | Principal  | Principal  |            |  |
| Laura Prepon            | Alex Vause                                  | Principal  | Récurrente | Principal  | Principal  | Principal  | Principal  | Principal  |            |  |
| Michael J. Harney       | Sam Healy                                   | Principal  | Principal  | Principal  | Principal  |            | Invité     |            |            |  |
| Michelle Hurst          | Miss Claudette Pelage                       | Principal  |            |            |            |            |            |            |            |  |
| Kate Mulgrew            | Galina « Red » Reznikov                     | Principal  | Principal  | Principal  | Principal  | Principal  | Principal  | Principal  |            |  |
| Jason Biggs             | Larry Bloom                                 | Principal  | Principal  |            |            | Invité     |            | Invité     |            |  |
| Uzo Aduba               | Suzanne « La Folle Dingue » Warren          | Récurrente | Principale | Principale | Principale | Principale | Principale | Principale |            |  |
| Danielle Brooks         | Tasha « Taystee » Jefferson                 | Récurrente | Principal  | Principal  | Principal  | Principal  | Principal  | Principal  |            |  |
| Natasha Lyonne          | Nicky Nichols                               | Récurrente | Principal  | Principal  | Principal  | Principal  | Principal  | Principal  |            |  |
| Taryn Manning           | Tiffany « Pennsatucky » Doggett             | Récurrente | Principal  | Principal  | Principal  | Principal  | Principal  | Principal  |            |  |
| Selenis Leyva           | Gloria Mendoza                              | Récurrente | Récurrente | Principale | Principale | Principale | Principale | Principale | Principale |  |
| Adrienne C. Moore       | Cindy « Black Cindy » Hayes                 | Récurrente | Récurrente | Principale | Principale | Principale | Principale | Principale |            |  |
| Dascha Polanco          | Dayanara « Daya » Diaz                      | Récurrente | Récurrente | Principale | Principale | Principale | Principale | Principale |            |  |
| Nick Sandow             | Joseph « Joe » Caputo                       | Récurrent  | Récurrent  | Principal  | Principal  | Principal  | Principal  | Principal  |            |  |
| Yael Stone              | Lorna Morello                               | Récurrente | Récurrente | Principale | Principale | Principale | Principale | Principale |            |  |
| Samira Wiley            | Poussey Washington                          | Récurrente | Récurrente | Principale | Principale | Invité     |            | Invité     |            |  |
| Jackie Cruz             | Marisol « Flaca » Gonzalez                  | Récurrente | Récurrente | Récurrente | Principale | Principale | Principale | Principale |            |  |
| Lea DeLaria             | Carrie « Big Boo » Black                    | Récurrente | Récurrente | Récurrente | Principale | Principale | Invitée    |            |            |  |
| Elizabeth Rodriguez     | Aleida Diaz                                 | Récurrente | Récurrente | Récurrente | Principale | Principale | Principale | Principale |            |  |
| Acteurs récurrents      |                                             |            |            |            |            |            |            |            |            |  |
| Madeline Brewer         | Tricia Miller                               | Récurrente |            |            |            |            |            |            |            |  |
| Brendan Burke           | Wade Donaldson / "Captaine Dur de la queue" | Récurrent  | Récurrent  | Récurrent  | Invité     |            |            |            |            |  |
| Michael Chernus         | Cal Chapman                                 | Récurrent  | Récurrent  | Récurrent  | Invité     |            | Invité     | Invité     |            |  |
| Tracee Chimo            | Neri Feldman                                | Récurrente | Récurrente | Récurrente |            |            |            |            |            |  |
| Berto Colon             | Cesar Velazquez                             | Récurrent  | Récurrent  | Récurrent  |            |            |            |            |            |  |
| Laverne Cox             | Sophia Burset                               | Récurrente | Récurrente | Récurrente | Récurrente | Récurrente | Récurrente |            |            |  |
| Catherine Curtin        | Wanda Bell                                  | Récurrente | Récurrente | Récurrente | Récurrente | Récurrente |            |            |            |  |
| Maria Dizzia            | Polly Harper                                | Récurrente | Récurrente |            |            |            |            | Invitée    |            |  |
| Lolita Foster           | Eliqua Maxwell                              | Récurrente | Récurrente | Récurrente |            |            |            |            |            |  |
| Beth Fowler             | Sœur Jane Ingalls                           | Récurrente | Récurrente | Récurrente | Récurrente | Récurrente |            |            |            |  |
| Annie Golden            | Norma Romano                                | Récurrente | Récurrente | Récurrente | Récurrente | Récurrente |            |            |            |  |
| Laura Gomez             | Blanca Flores                               | Récurrente | Récurrente | Récurrente | Récurrente | Récurrente | Récurrente | Récurrente |            |  |
| Diane Guerrero          | Maritza Ramos                               | Récurrente | Récurrente | Récurrente | Récurrente | Récurrente |            | Récurrente |            |  |
| Vicky Jeudy             | Janae Watson                                | Récurrente | Récurrente | Récurrente | Récurrente | Récurrente |            |            |            |  |
| Patricia Kalember       | Marka Nichols                               | Invitée    |            | Récurrente |            |            |            |            |            |  |
| Julie Lake              | Angie Rice                                  | Récurrente | Récurrente | Récurrente | Récurrente | Récurrente |            |            |            |  |
| Lauren Lapkus           | Susan Fischer                               | Récurrente | Récurrente |            |            |            |            |            |            |  |
| Joel Marsh Garland      | Scott O'Neill                               | Récurrent  | Récurrent  | Récurrent  | Invité     |            |            |            |            |  |
| Matt McGorry            | John Bennett                                | Récurrent  | Récurrent  | Invité     |            |            |            |            |            |  |
| Emma Myles              | Leanne Taylor                               | Récurrente | Récurrente | Récurrente | Récurrente | Récurrente |            |            |            |  |
| Matt Peters             | Joel Luschek                                | Récurrent  | Récurrent  | Récurrent  | Récurrent  | Récurrent  | Récurrent  | Récurrent  |            |  |
| Jessica Pimentel        | Maria Ruiz                                  | Récurrente | Récurrente | Récurrente | Récurrente | Récurrente | Récurrente | Récurrente |            |  |
| Alysia Reiner           | Natalie "Fig" Figueroa                      | Récurrente | Récurrente | Récurrente | Invitée    | Invitée    | Récurrente | Récurrente |            |  |
| Barbara Rosenblat       | Rosa "Miss Rosa" Cisneros                   | Récurrente | Récurrente | Caméo      |            |            |            |            |            |  |
| Deborah Rush            | Carol Chapman                               | Récurrente | Récurrente | Invitée    |            | Invitée    |            |            |            |  |
| Abigail Savage          | Gina Murphy                                 | Récurrente | Récurrente | Récurrente | Récurrente | Récurrente |            |            |            |  |
| Pablo Schreiber         | George "Pornstache" Mendez                  | Récurrent  | Récurrent  | Invité     |            | Invité     |            |            |            |  |
| Constance Shulman       | Erica "Yoga" Jones                          | Récurrente | Récurrente | Récurrente | Récurrente | Récurrente |            |            |            |  |
| Nick Stevenson          | Pete Harper                                 | Récurrente | Récurrente |            |            |            |            |            |            |  |
| Lori Tan Chinn          | Mei Chang                                   | Récurrente | Récurrente | Récurrente | Récurrente | Récurrente |            |            |            |  |
| Tamara Torres           | Gerrman/femme qui pleure                    | Récurrente | Récurrente | Récurrente | Récurrente | Récurrente |            |            |            |  |
| Lin Tucci               | Anita DeMarco                               | Récurrente | Récurrente | Récurrente | Récurrente | Récurrente |            |            |            |  |
| Tanya Wright            | Crystal Burset                              | Récurrente | Récurrente | Récurrente | Récurrente | Récurrente | Récurrente |            |            |  |
| Germar Terrell Gardner  | Charles Ford                                |            | Récurrente | Récurrente |            |            |            |            |            |  |
| Kimiko Glenn            | Brook Soso                                  |            | Récurrente | Récurrente | Récurrente | Récurrente |            |            |            |  |
| Ian Paola               | Yadriel                                     |            | Récurrent  | Récurrent  | Invité     |            |            |            |            |  |
| Lori Petty              | Lolly Whitehill                             |            | Invitée    | Récurrente | Récurrente |            | Récurrente |            |            |  |
| Dale Soules             | Frieda Berlin                               |            | Récurrente | Récurrente | Récurrente | Récurrente | Récurrente |            |            |  |
| Lorraine Toussaint      | Yvonne "Vee" Parker                         |            | Récurrente |            |            |            |            |            |            |  |
| Alan Aisenberg          | Baxter "Gerber" Bayley                      |            |            | Récurrent  | Récurrent  | Récurrent  |            |            |            |  |
| Emily Althaus           | Maureen Kukudio                             |            |            | Récurrente | Récurrente | Récurrente |            |            |            |  |
| Mike Birbiglia          | Danny Pearson                               |            |            | Récurrent  | Invité     |            |            |            |            |  |
| Marsha Stephanie Blake  | Berdie Rogers                               |            |            | Récurrente |            |            |            |            |            |  |
| Blair Brown             | Judy King                                   |            |            | Récurrente | Récurrente | Récurrente |            |            |            |  |
| Danielle Herbert        | Jeanie "Babs" Babson                        |            |            | Récurrente |            |            |            |            |            |  |
| John Magaro             | Vince Muccio                                |            |            | Récurrent  | Récurrent  | Récurrent  |            |            |            |  |
| James McMenamin         | Charlie "Donuts" Coates                     |            |            | Récurrent  | Récurrent  | Récurrent  | Récurrent  | Récurrent  |            |  |
| Ruby Rose               | Stella Carlin                               |            |            | Récurrente | Invitée    |            |            |            |            |  |
| Mary Steenburgen        | Delia Mendez-Powell                         |            |            | Récurrente |            |            |            |            |            |  |
| Rosal Colon             | Ouija                                       |            |            |            | Récurrente | Récurrente |            |            |            |  |
| Daniella de Jesus       | Zirconia                                    |            |            |            | Récurrente | Récurrente | Récurrente | Récurrente |            |  |
| Amanda Stephen          | Alison Abdullah                             |            |            |            | Récurrente | Récurrente |            |            |            |  |
| Brad William Henke      | Desi Piscatella                             |            |            |            | Récurrent  | Récurrent  |            |            |            |  |
| Jolene Purdy            | Hapakuka                                    |            |            |            | Récurrente | Récurrente |            |            |            |  |
| Miriam Morales          | Pidge Ramona                                |            |            |            | Récurrente | Récurrente |            |            |            |  |

## Personnages principaux

### Alex Vause
Interprétée par Laura Prepon

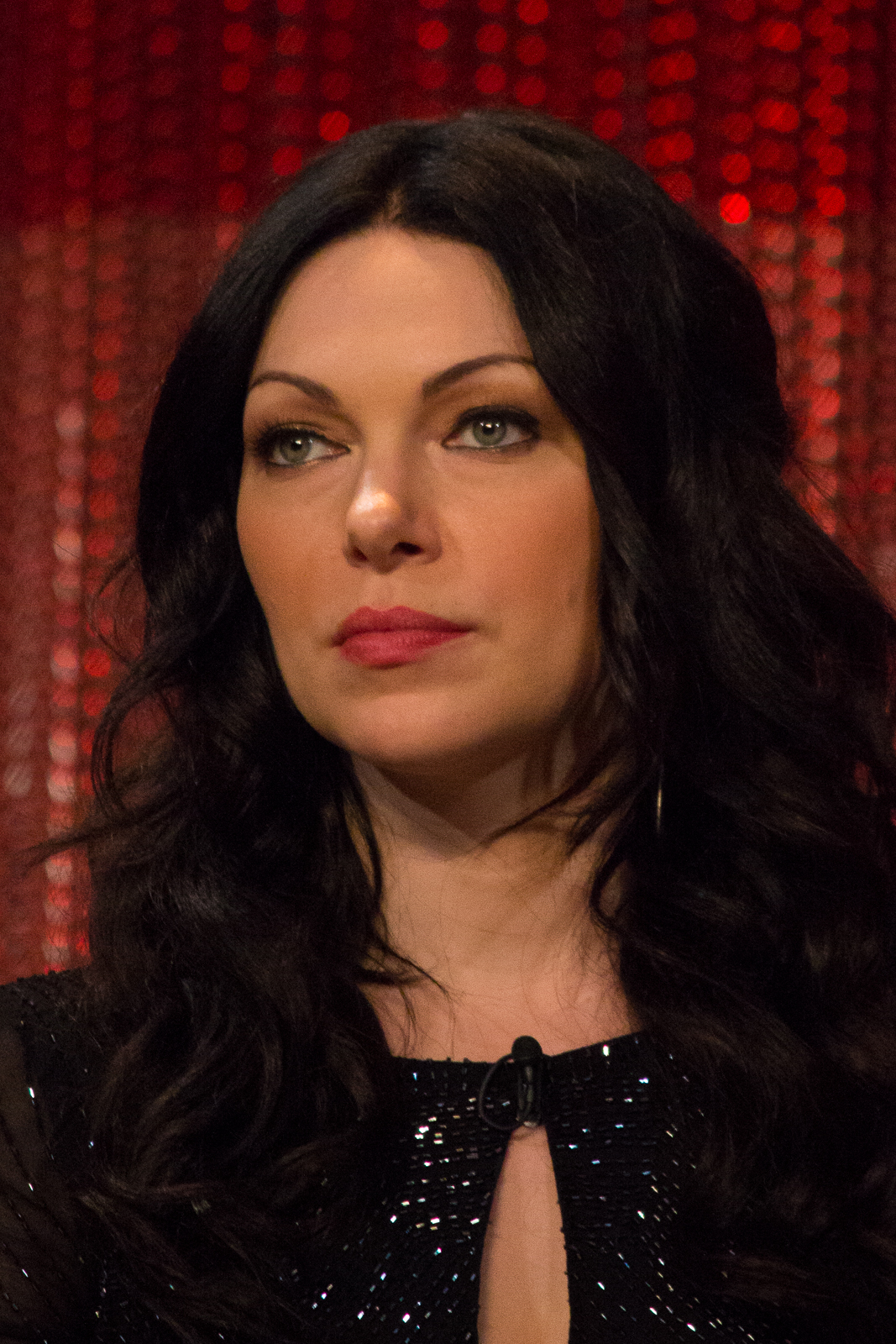
Laura Prepon.

Alex Vause est une ancienne trafiquante de drogue pour un cartel international. Quelques années avant le début de la série, elle se trouve prise d’intérêt pour Piper Chapman après l’avoir rencontrée dans un bar. Elles commencent alors une relation et Alex intègre Piper dans son monde, rempli de luxe et de voyages. Elle finit même par la convaincre de faire passer une valise d'argent blanchi par un aéroport en Europe. Mais à la suite de cela, Piper ne souhaite plus être impliquée et rompt avec Alex le jour où celle-ci apprend la mort de son seul parent, sa mère. Son père est en effet une rock star qui les a abandonnées. Alex l'a retrouvé mais, face à la déception de sa rencontre avec lui, se lie d’amitié avec son revendeur de drogue qui deviendra par la suite un de ses contacts de l’industrie de la drogue. À la suite de sa séparation avec Piper et au choc de la mort de sa mère, Alex tombe dans l'héroïne.
Des années plus tard, elle est arrêtée pour sa participation au trafic et dénonce Piper afin de bénéficier d'une remise de peine.
À son entrée en prison, Alex est une droguée mais désormais, grâce à l'enfermement, elle est devenue sobre. Elle retrouve donc Piper en prison, et elles reprennent leur relation au cours de la saison 1. Elle avoue à Piper et Nicky ses doutes quant à ses projets pour sa vie après la prison, la seule compétence qu’elle se connaisse étant le commerce de drogue.
Dans la saison 2, Vause double Piper et donne des éléments à charge lors du procès de son ancien patron (après avoir demandé à Piper de mentir), et gagne ainsi sa remise en liberté anticipée. Mais quand Piper l’appelle au téléphone, elle révèle que son patron a été remis en liberté, et qu’elle vit désormais terrifiée, craignant d’éventuelles représailles de sa part. Elle révèle qu’elle a l’intention de s’isoler, de se cacher et de vivre dans la clandestinité. Voulant que son ancienne petite amie soit de retour en prison avec elle, Piper demande secrètement à Polly de soudoyer son agent de probation, lui valant des ennuis lorsque ce dernier la surprend brandissant une arme à feu.
Lors de la saison 3, Alex se remet dans l'ambiance de la prison mais reste à l'écart de ses amies, elle est paranoïaque et sait que Kobra, son ancien patron, a l'intention de la tuer après avoir témoigné contre lui lors du procès à Chicago. Elle soupçonne d'abord un peu tout le monde dans la prison, puis porte ses accusations sur Lolly, après avoir remarqué que celle-ci l'espionnait constamment et notait tous ses faits et gestes sur un carnet de notes. Elle finit par comprendre que Lolly est tout aussi paranoïaque qu'elle puisqu'elle pensait qu'Alex a été envoyé par la NSA pour la tuer. Dans le dernier épisode de la saison, Alex se retrouve seule dans la serre et reconnaît en tant que gardien un des hommes de main de Kobra dont la mission est de la tuer.
Au début de la saison 4, Alex est sauvée dans la serre par Lolly qui vraisemblablement tue le gardien. Or, lorsqu'Alex revient plus tard pour cacher le corps, elle découvre qu'il est toujours en vie et se retrouve obligée de le tuer. Frieda les aidera à démembrer puis à cacher le corps sous le potager. Mais Lolly, trop instable mentalement, révèle à Healy qu'elle a tué un gardien. Celui-ci ne la croit pas et pense qu'elle hallucine. Alex est rongée par la culpabilité de son meurtre et reprend de la drogue avec Nicky. Plus tard, des travaux sont entrepris à l'extérieur de la prison ce qui conduit à la découverte du corps. Alex décide de se rendre et de tout avouer, mais en parallèle Healy a pris les devants et a dénoncé Lolly qui se retrouve internée en psy.
La saison 5 retrace l'émeute de la prison. Dès le départ, Alex se démarque en « sauvant » Linda (représentante de la société privée MCC qui gère la prison) et en la faisant passer pour une détenue afin d'éviter qu'elle se retrouve otage. Lorsque les gardiens sont martyrisés par les hispaniques, Alex va annoncer haut et fort qu'elle n'est pas pour ce genre de révolte. Elle devient alors malgré elle la leader des détenues pacifistes et siège à l'extérieur de la prison, hors de l'agitation. Elle fera partie des détenues capturées par Piscatella lors de sa revanche contre Red, et se fera casser le bras.
Au début de la saison 6, après l’émeute, Alex a été envoyée dans un hôpital pour son bras mais sans nouvelles d'elle, Piper a cru à sa mort. Elles se retrouvent au bloc C, où Alex prend sur elle de se mettre entre Piper et Madison "Badison" Murphy, lieutenant de la meneuse du bloc qui l'a prise en grippe.
Tout au long de la série, Alex lit remarquablement bien les gens et fait preuve de perspicacité. C’est ainsi qu’elle doute souvent des vrais sentiments et des intentions de Piper.
Pourtant dans la saison 7, Alex devient la "femme" de Piper les deux étant chacune le grand amour de l'autre. À la fin de la série, Piper s'installe dans l'Ohio et rend souvent visite à Alex attendant qu'elle sorte de prison.

### Piper Chapman
Interprétée par Taylor Schilling

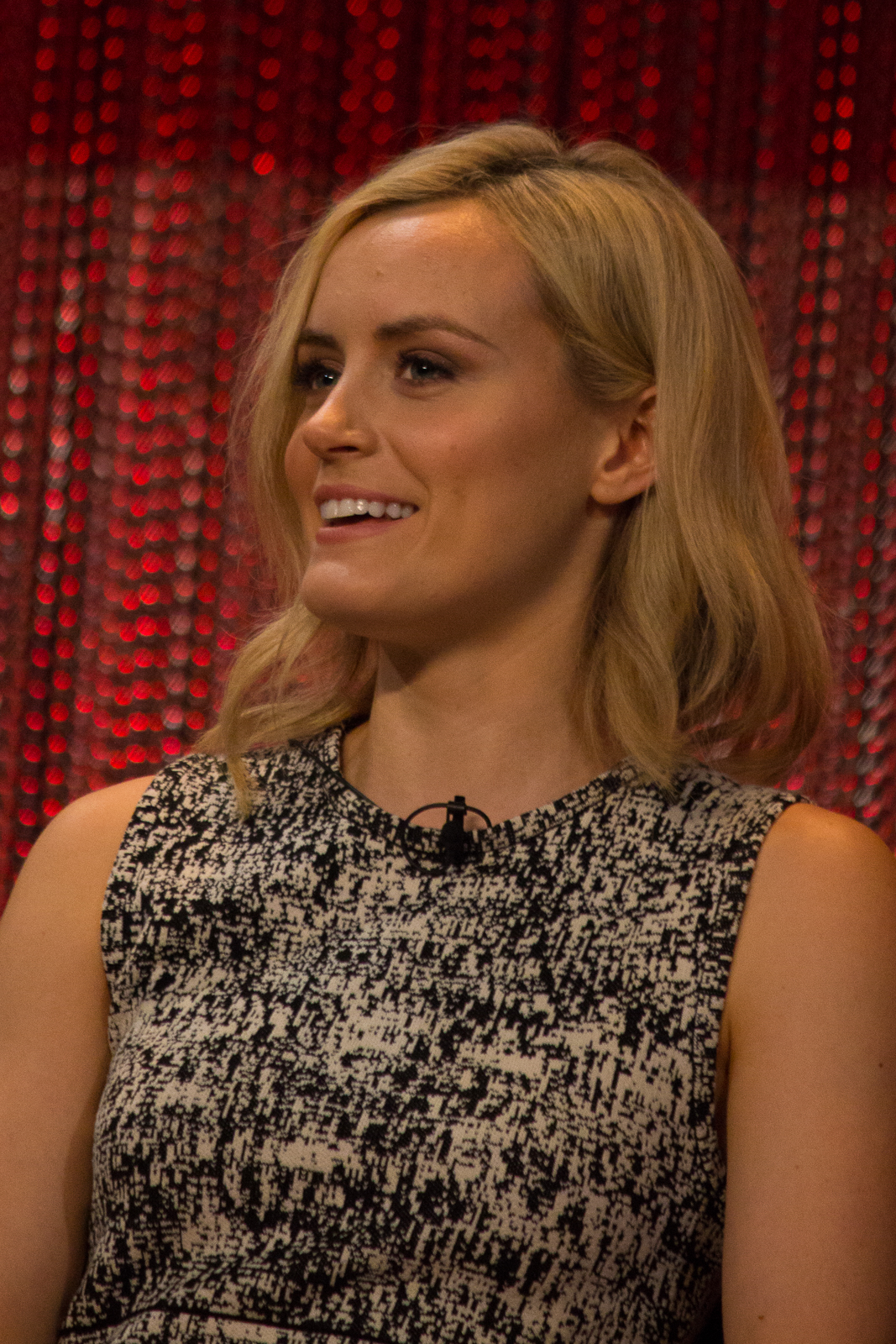
Taylor Schilling.

Piper Chapman est une femme bisexuelle qui est condamnée à quinze mois de prison pour avoir aidé son ancienne petite amie, Alex Vause, à faire passer de l’argent de la drogue en Europe, quelque dix ans auparavant. La série montre le chemin de Piper dans le système carcéral, à commencer par sa rude première semaine, au cours de laquelle elle se fait accidentellement plusieurs ennemis. Elle doit aussi lutter pour s’adapter à la vie à l’intérieur de la prison.
Elle gagne, au cours de la série, plusieurs surnoms qui lui sont donnés par ses co-détenues :
- « Crazy Eyes » l’appelle son « pissenlit », car elle est grande et blonde ;
- « Pennsatucky » la surnomme « College » (« l’universitaire », en anglais)
- Tricia l’appelle « le cerveau », car elle est plus scolarisée que la plupart des détenues.
- « Taylor Swift » en raison de sa ressemblance avec la chanteuse.

Au départ, Piper se voit attribuer une couchette avec Claudette, qui la traite durement au premier abord, mais qui finit finalement par l’apprécier. Elle travaille dans l’atelier d’électricité à la prison et prend par inadvertance un tournevis de la cabane de l’outil et le perd. Elle est d’abord considérée comme non menaçante par la plupart des autres détenues. Même si elle fait de son mieux pour avoir de l’empathie des autres et leur être utile, elle est souvent accusée d’être profondément égocentrique. Au cours de la 1re saison, elle retrouve Alex en prison et finit par reprendre sa liaison avec elle, trompant son fiancé Larry. Lorsque celui-ci l'apprend, il rompt avec elle.
Dans la deuxième saison, après s’être parjurée au procès de l’ancien patron d’Alex, Kubra Balik, Chapman retourne à Litchfield pour purger le reste de sa peine. Elle se voit attribuer la même couchette que Red après son retour à la prison. Aucune des deux détenues n'est ravie de cette nouvelle mais elles sont obligées de cohabiter ensemble et finissent par bien s'entendre. Après avoir appris que sa grand-mère est en train de mourir, Piper se voit accorder une permission et quelques jours de liberté conditionnelle par Healy pour lui rendre visite et assister aux funérailles, ce qui n’arrange pas son image auprès des autres détenues. Elle est missionnée par un journaliste et ami de Larry pour enquêter secrètement sur les comptes de la prison. Elle collabore plus tard avec Caputo pour exposer au grand jour la corruption de Figueroa, lui valant de ne pas être transférée dans une prison de Virginie.
Au début de la saison 3, Piper est embauchée dans l'atelier couture et voit là l'occasion de « retrouver » sa féminité en portant des culottes qu'elle a cousues avec les restes de tissus. Cette initiative finit par donner lieu à une nouvelle activité, mise en place par Piper et son frère : le trafic de culottes. Durant l'atelier, elle devient intime avec Stella et finit même par tromper Alex avec elle. Piper monte une entreprise qui marche bien à l'extérieur et récolte beaucoup d'argent, malgré cela elle paie ses employés en saveurs pour nouilles, ce qui déplaît à Marisol « Flaca » Gonzales et l'incite à représenter le syndicat des employées du trafic de petites culottes sales de prisonnières. Piper n'a que d'autres choix que de céder aux demandes de ses employées et de finalement les payer avec de l'argent grâce à des comptes à l'extérieur et un téléphone trouvé dans la prison. Cette dernière finit donc par s'endurcir peu à peu et vire Flaca de son entreprise pour démontrer son pouvoir à ses codétenues. Piper apprend que Stella va sortir de prison dans quelques jours et lui demande de lui faire un tatouage en souvenir. Mais par la suite, Piper apprend que Stella a transféré tout l'argent du trafic sur son compte personnel afin de l'aider à sa sortie. Piper fait mine de comprendre. Puis, avec l'aide de ses amies, fait envoyer Stella au QHS en plaçant quelques produits de contrebandes (notamment le tournevis de la saison 1) dans son box. Piper s'affirme donc en tant que "Gangsta" de la prison.
Dans la saison 4, Piper perd du pouvoir et des alliées dans son trafic. Les hispaniques commencent alors un trafic concurrent au sien. Piper décide alors de dénoncer Maritza et pour faire bonne impression de créer un gang anti-émeute. Malgré elle, elle crée un groupe de blanches racistes nazies qui la prennent pour leader. Lorsque le trafic de culotte arrive aux oreilles des gardiens, c'est finalement Maria qui trinque et qui se voit infliger 2 ans de plus. Pour se venger, elle kidnappe Piper et lui fait graver au fer rouge une croix gammée sur le bras, ce qui va profondément bouleverser et choquer Piper. Red et Alex trafiqueront le motif pour le cacher.
Pendant l’émeute de la saison 5, Piper et Alex trouvent Linda Ferguson, représentante de la société privée MCC qui gère la prison, cachée dans les toilettes alors qu'elle n'est pas parvenue à fuir les lieux. Elles la font passer pour une détenue afin de lui laisser une chance d'échapper aux traitements réservés au personnel de Litchfield. Par la suite, Alex devient le leader des pacifistes et Piper navigue entre les deux camps. Par ennui, elle va aider Taystee à réunir les friandises distribuées aux détenues pour ensuite les brûler afin que MCC accèdent à leurs demandes. Ensuite, toujours avec T., elle va organiser un concours pour ériger un monument en l'honneur de Poussey. Elle va par la suite amener le groupe à une décision importante lorsqu'elles se retrouvent face à un dilemme : abandonner l’amnistie pour toutes ou sacrifier Dayanara et avoir une chance pour les autres. Daya sera ainsi sacrifiée pour le bien de la communauté. L'émeute va prendre une autre tournure lorsqu'elle sera avec d'autres prisonnières de Piscatella.
Dans la saison 6, elle passe quelque temps en isolement, le temps pour le FBI d'obtenir son témoignage sur l'émeute. Elle est transférée au bloc C, où elle retrouve plus tard Alex et Red, et devient la cible de "Badison", une détenue violente et manipulatrice. Elle tentera de réconcilier les blocs C et D autour d'une partie de kickball, la dernière ayant dégénéré à cause des deux sœurs, Carol et Barb.
Dans la saison 7, Piper devient la "femme" d'Alex les deux étant chacune le grand amour de l'autre. À la fin de la série, Piper s'installe dans l'Ohio et rend souvent visite à Alex attendant qu'elle sorte de prison.

### Galina «Red» Reznikov
Interprétée par Kate Mulgrew

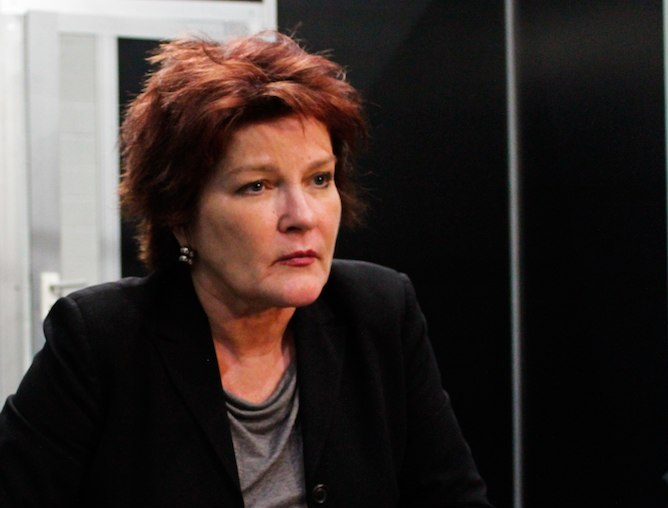
Kate Mulgrew

Galina « Red » Reznikov est une codétenue de Piper Chapman, originaire de Russie qui dirige la cuisine de la prison comme le Chef et se trouve être le leader de la population blanche de la prison. Dans sa vie antérieure elle et son mari tenaient un restaurant et faisaient partie de la mafia russe. Red a suscité la colère des patrons de la mafia en frappant l’épouse de l’un d’eux à la poitrine provoquant la rupture de l'un de ses implants mammaire. Plus tard Red se voit gravir les échelons dans l’organisation après qu’elle ait donné de précieux conseils à l’un des parrains.
Red est crainte et respectée par la plupart des prisonnières, elle a également une influence importante sur Healy. Elle est très proche de Nicky avec qui elle a une relation mère-fille. Red est accompagnée par Norma et Gina qui subviennent à ses besoins et travaillent avec elle dans la cuisine de la prison. Elle se sert aussi de ses ressources pour aider certaines de ses co-détenus à surmonter la toxicomanie.
Elle est d’abord sympathique avec Piper Chapman jusqu’à ce que cette dernière n’insulte sa cuisine sans le savoir. En réponse Red la punit en cessant de la nourrir dans le but de la forcer à apprécier sa nourriture. Piper prend alors sur elle afin d'apaiser leur relation et pour cela elle fabrique à Red une lotion pour apaiser son dos. Elle a mis sur pied une vaste entreprise de contrebande depuis sa cuisine, mais elle refuse toujours d’importer des médicaments de toute sorte. Lorsque Mendez (le gardien) commence à la forcer à utiliser ses relations pour importer des médicaments dans la prison, elle élabore un plan pour lui faire quitter la prison. À la fin de la saison 1 Norma, Gina et Red perdent le contrôle de la cuisine lorsque Caputo découvre de la drogue cachée dans une livraison de nourriture qu’il attribue à Red (Mendez étant le vrai responsable). Caputo nomme Gloria comme nouvelle Chef de la cuisine. Dans l’espoir de mettre Gloria et ses filles hors de la cuisine Red sabote l'un des fours de la cuisine causant ainsi des blessures à Gina.
Dans la saison 2 elle devient la nouvelle colocataire de Piper et les deux co-détenues se lient d’amitié. Dans le même temps elle tente de se réconcilier avec ses anciennes amies en essayant de se racheter une crédibilité auprès d’elles. Elle réussit à réunir son cercle d’anciennes amies lorsqu’elle découvre une serre abandonnée, sur les terrains de la prison, qu’elle va exploiter pour redémarrer son activité de contrebande. On apprend également que Red a un passif avec Vee, une prisonnière du scrutin qui l’avait traitée en amie durant les premières années de Red en prison avant de la battre et d’essayer de s’approprier son entreprise de contrebande. C’est la présence de Vee dans la prison qui incite Red à se ressaisir et à reprendre son activité de contrebande. Elle se retrouve bientôt en concurrence avec Vee, concurrence qui dégénère rapidement dans la violence. Après des menaces répétées faites par Vee contre les filles Red et l’ensemble de sa famille hors de la prison Red tente d’étrangler Vee, mais ne peut se résoudre à la tuer et négocie une trêve. Toutefois, la trêve ne dure pas et peu de temps après Vee se faufile dans la serre et bat violemment Red avec un cadenas caché dans une chaussette. Red est envoyée à l’hôpital de la prison. Elle garde d’abord le silence sur le fait que Vee soit son agresseur, mais change d’avis après une discussion avec Sœur Ingalls. Tout au long de la saison 2 les visites de son fils révèlent que l’entreprise familiale de Red est un échec et que toute la famille a des problèmes d’argent. Lorsque Piper se voit accorder un congé Red lui demande de s’arrêter à sa boutique pour vérifier l'état des affaires. Piper constate que l’entreprise est fermée et que le local est à louer. Lors de son retour à la prison Piper ment à Red en lui affirmant que l’entreprise a l’air de bien se porter.
Au cours de la saison 3 elle sera amenée à être la traductrice officieuse d'Healey qui vient d'épouser une jeune femme russe. Elle finira également par récupérer la direction de la cuisine malgré le fait qu'elle ne puisse plus cuisiner avec de vrais produits.
La 4e saison marque le retour de Nicky, la protégée de Red, du QHS. Malheureusement Nicky a replongé dans la drogue. Red menace alors toute la prison pour que personne ne puisse vendre quoi que ce soit à Nicky. Lors de la découverte du corps d'un gardien Piscatella soupçonne Red et lui fait subir des atrocités pour qu'elle révèle ce qu'elle sait. Cette situation révolte les autres détenues qui créent une manifestation silencieuse dans la cantine. Piscatella y met un terme par la force, mais dans la panique générale Poussey est tuée par un gardien.
La saison 5 débute avec l'émeute liée à la mort de Poussey. Dès le départ Red veut se venger de Piscatella et profite du fait que les bureaux soient déserts pour fouiller les dossiers. Sans vraiment le savoir elle se dope aux amphétamines avec Blanca pour se tenir éveillée et continuer à chercher. Elles découvrent alors que Piscatella est responsable de la mort violente d'un ancien détenu dont il avait la surveillance. Elles réussissent à débloquer le portable d'Humphrey et se faisant passer pour lui elles tentent d'attirer Piscatella à l'intérieur de la prison. Le stratagème ne semble pas fonctionner, mais Red est persuadée que c'est un leurre et qu'il va entrer. Nicky remarque alors que Red est droguée et décide d'inverser les rôles en la sevrant. Piscatella va finalement entrer en secret et capturer une à une les amies de Red. Lorsqu'elle les découvre il commence alors à la menacer et à la torturer en lui arrachant la moitié de ses cheveux et en l'insultant devant les filles.
Dans la saison 6 Red est accusée de meurtre au second degré sur Piscatella et elle reçoit contre elle les témoignages de Piper, Freida et Nicky qui ont négocié avec le FBI. En voulant surtout à Freida elle fait de Carol, la meneuse parmi les détenues du bloc C, une alliée compatissante. Décidée à se venger elle préférera saisir l'opportunité de s'en prendre à Freida plutôt que de voir pour la première fois depuis plusieurs années ses petits-enfants.

### Larry Bloom
Interprétée par Jason Biggs

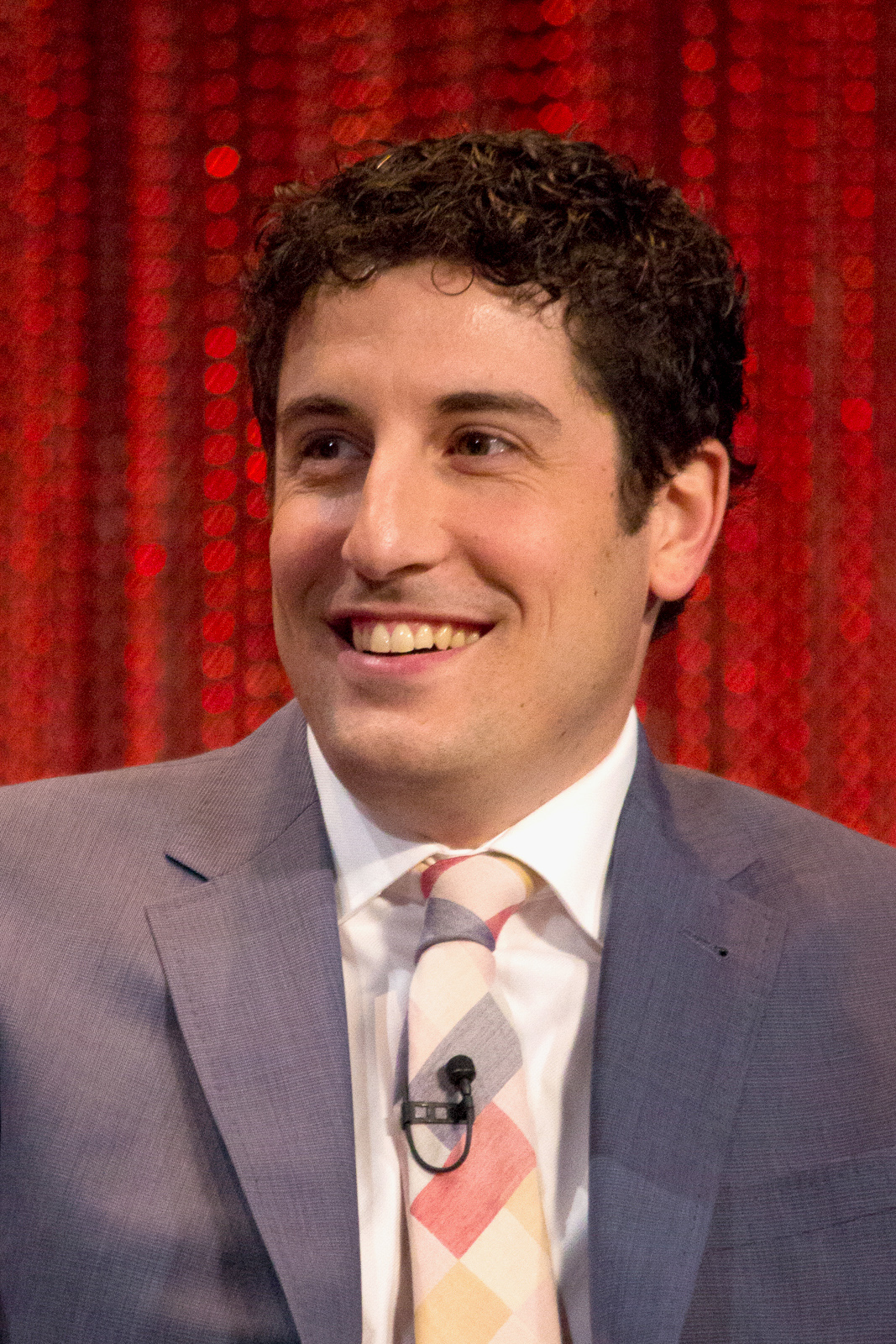
Jason Biggs

Larry Bloom est le fiancé de Piper Chapman au début de la série. C'est un écrivain freelance de confession juive qui tente de percer dans le journalisme. Il découvre le passé de Piper au début de la saison 1 mais étant très amoureux, il la demande en mariage avant qu’elle n’intègre la prison en lui assurant qu'il l'attendra. Son père est l'avocat de Piper et globalement ses parents sont fortement opposés à ses projets de mariage.
Au fur et à mesure de la série, il commence à prendre ses distances, notamment lorsqu’il apprend que l’ancienne amante de Piper (Alex Vause) est dans la même prison qu’elle et que Piper ne lui en a pas parlé.
Plus tard dans la série il publie un article dans journal, qu’il intitule « Une peine, deux prisonniers » sur son expérience d’avoir sa fiancée en prison. Cet article est publié plus tard dans le New York Times, ce qui lui permet d’intégrer progressivement le monde journalistique.
Après une conversation avec Alex où il découvre que c'est Piper qui est revenue vers elle, l’insécurité de Larry vis-à-vis de son mariage le pousse à rompre ses fiançailles. Par la suite, il commencera une relation avec la meilleure amie de Piper : Polly.

### Miss Claudette
Interprétée par Michelle Hurst
Miss Claudette Pelage fait la connaissance de Piper Chapman lorsqu’elles partagent la même couchette au début de la saison 1. Miss Claudette est une femme très stricte qui craint à la prison. Ses relations avec Piper sont d’abord tendues, alors qu’elles sont affectées dans la même cellule et que Miss Claudette est très à cheval sur la propreté et l’ordre, ce qui n’est pas la priorité de Piper dans la prison. Miss Claudette s’adoucit toutefois avec le temps et ses relations avec Piper s’améliorent avec le temps.
Miss Claudette a très tôt été exploitée au travail forcé lorsqu’elle était enfant. Elle a été envoyée aux États-Unis pour payer une dette familiale.
Plus tard, elle monte son propre service de nettoyage illégal, dans lequel elle fait également travailler des enfants. Elle est en prison car elle a tué un client qui a battu et abusé de l’une de ses filles. Elle fait donc l’objet d’une rumeur dans la prison selon laquelle elle serait emprisonnée pour assassinat. Il n’est pas clair, dans la série, si elle a été condamnée pour le travail illégal qu’elle faisait faire aux enfants, pour le meurtre de son client, ou pour les deux.
Miss Claudette ne reçoit jamais de courrier et n’a pas reçu de visiteur depuis une dizaine d’années. Elle considère qu’elle n’a rien à gagner à retourner à l’extérieur et semble avoir accepté sa vie au sein de la prison. Cependant, quand elle reçoit la visite d’un vieil ami, Miss Claudette décide de faire appel de sa condamnation. Après le rejet de son appel, en colère, elle étrangle presque à mort une gardienne de prison et est immédiatement transférée dans une prison de sécurité maximale, avec une peine prolongée.

### Nicky Nichols
Interprétée par Natasha Lyonne

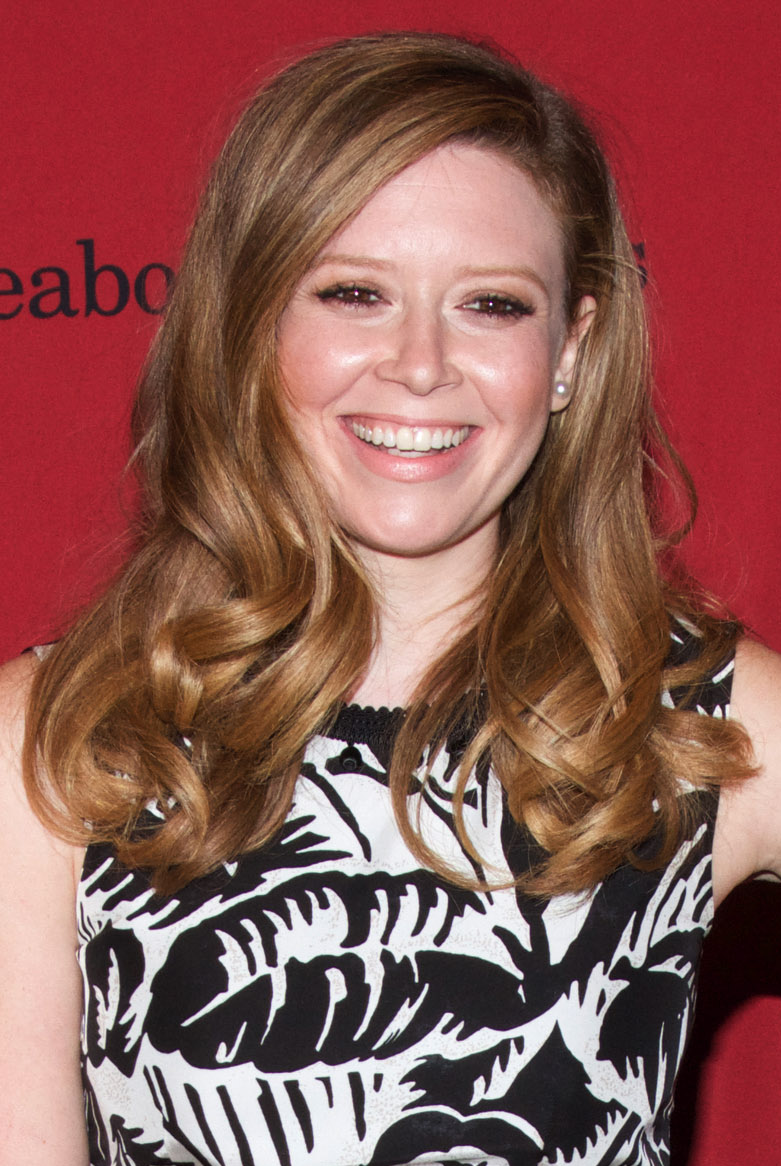
Natasha Lyonne

Nicky Nichols est une ancienne toxicomane, devenue assistante et confidente de Red. Elle est codétenue de la prison dans laquelle séjourne Piper. Sa mère, était une riche mondaine et Nicky a été élevée par une nounou. Son abandon l'a conduite à devenir toxicomane.
Dès son arrivée à la prison, Red aide Nicky dans ses pires moments de sevrage. C’est pour cette raison que Nicky la considère comme une mère, au point qu’elle se réfère à elle comme à sa « maman » en présence d’autres détenus. Nicky a eu des relations sexuelles avec Lorna jusqu’à ce que cette dernière ne rompe. Nicky garde un souvenir amer de cet épisode pendant un certain temps, avant qu’elle ne développe plus tard un intérêt pour Alex à l’intérieur de la prison.
Nicky a une cicatrice sur la poitrine, séquelle d’une intervention chirurgicale cardiaque qu’elle a dû subir à la suite d’une complication et d’une infection bactérienne au cœur après l’utilisation d’une aiguille infectée (à cause de son passé de toxicomane). Après avoir été « clean » pendant deux ans, Nicky utilise les relations sexuelles avec les autres détenues comme un substitut, développant au cours de la saison 2 les caractères comportementaux d’une nymphomane. Elle met en place avec Big Boo un concours sur le nombre de leurs relations sexuelles à l’intérieur de la prison basé sur un système de points. Elle finit par faire des avances à l’agent Fischer. Elle se venge de l’épisode du « slocking » (lorsque Vee frappe Red avec un cadenas caché dans une chaussette) en lui volant son héroïne dans sa cachette, la mettant face à sa dépendance à la drogue.
Dans la saison 3, Nicky fait d'abord équipe avec Boo pour revendre l'héroïne de Vee et réussit à trouver un arrangement avec le gardien Luschek pour le revendre à l'extérieur. Toujours dépendante de cette drogue, elle fait d'abord croire à Boo qu'elle a été dérobée de sa cachette initiale alors qu'elle l'avait seulement changé de place avant de faire croire à Luschek, à son tour, qu'elle a été volée. Lorsqu'elle se rend compte que l'héroïne a réellement été volée, elle avoue toute la vérité à Luschek qui ne lui fait alors plus confiance. Luschek croise Leanne et Angie, deux détenues travaillant dans la blanchisserie, totalement défoncées avant de leur reprendre l'héroïne et de les menacer si elles en parlaient à quelqu'un. Les deux détenues n'hésitent pas à en parler à tous les gardiens, qui ne leur prêtent pas attention avant d'en parler à Caputo en personne qui décide de mener une enquête. Luschek apprend à Nicky qu'il a réussi à tout écouler à l'extérieur. Dans l'atelier d'électricité, Caputo débarque avec un gardien pour faire une fouille surprise au gardien Luschek avant de découvrir un sachet d'héroïne caché sous son bureau. Sans hésiter, ce dernier accuse Nicky d'être la propriétaire de cette drogue et finit par l'envoyer directement en Q.H.S.
Nicky passe une partie de la 4e saison en QHS où elle est chargée du nettoyage et y découvre Sophia, toujours maintenue et au plus bas. Afin de l'aider à tuer le temps, elle lui donne secrètement un magazine. Celle-ci s'en sert pour se trancher les veines et maculer sa cellule de sang. Cela déclenche en elle une dépression, l'amenant à retomber dans la drogue. En parallèle, Luschek qui apprécie beaucoup Nicky se sent de plus en plus coupable et fait part à Judy. Face à sa tristesse, celle-ci fait intervenir son avocat pour libérer Nicky. Red organise une grande fête pour son retour. Nicky continue de se droguer malgré son retour à la prison, et Red fait tout pour l'en empêcher. Son sevrage est difficile.
Au début de l'émeute de la saison 5, Nicky s'installe avec Lorna dans la pharmacie pour faire la distribution raisonnée des médicaments. Au bout d'un moment, Lorna est prise d'une irrésistible envie de sexe qu'elle comble avec Nicky. Mais elle va immédiatement regretter son geste en se prétendant enceinte et guidée par ses hormones. Nicky prend très mal la réaction de Lorna, qu'elle traite de folle et décide de ne plus lui parler. Elle quitte la pharmacie et découvre alors que Red est droguée aux amphétamines. Elle inverse donc les rôles et reste à ses côtés pendant le sevrage. Mais elle sera capturée par Piscatella pour être témoin de ce qu'il fera subir à Red.
Dans la saison 6, Nicky est forcée de témoigner contre Red pour une réduction de peine par le FBI. Elle prévient sa protectrice et obtient son pardon. Nicky arrive au bloc D, où elle voit vite que la vengeance de Barbara contre sa sœur Carol, au bloc C, va provoquer un bain de sang et dans lequel Red pourrait être victime.

### Sam Healy
Interprété par Michael J. Harney

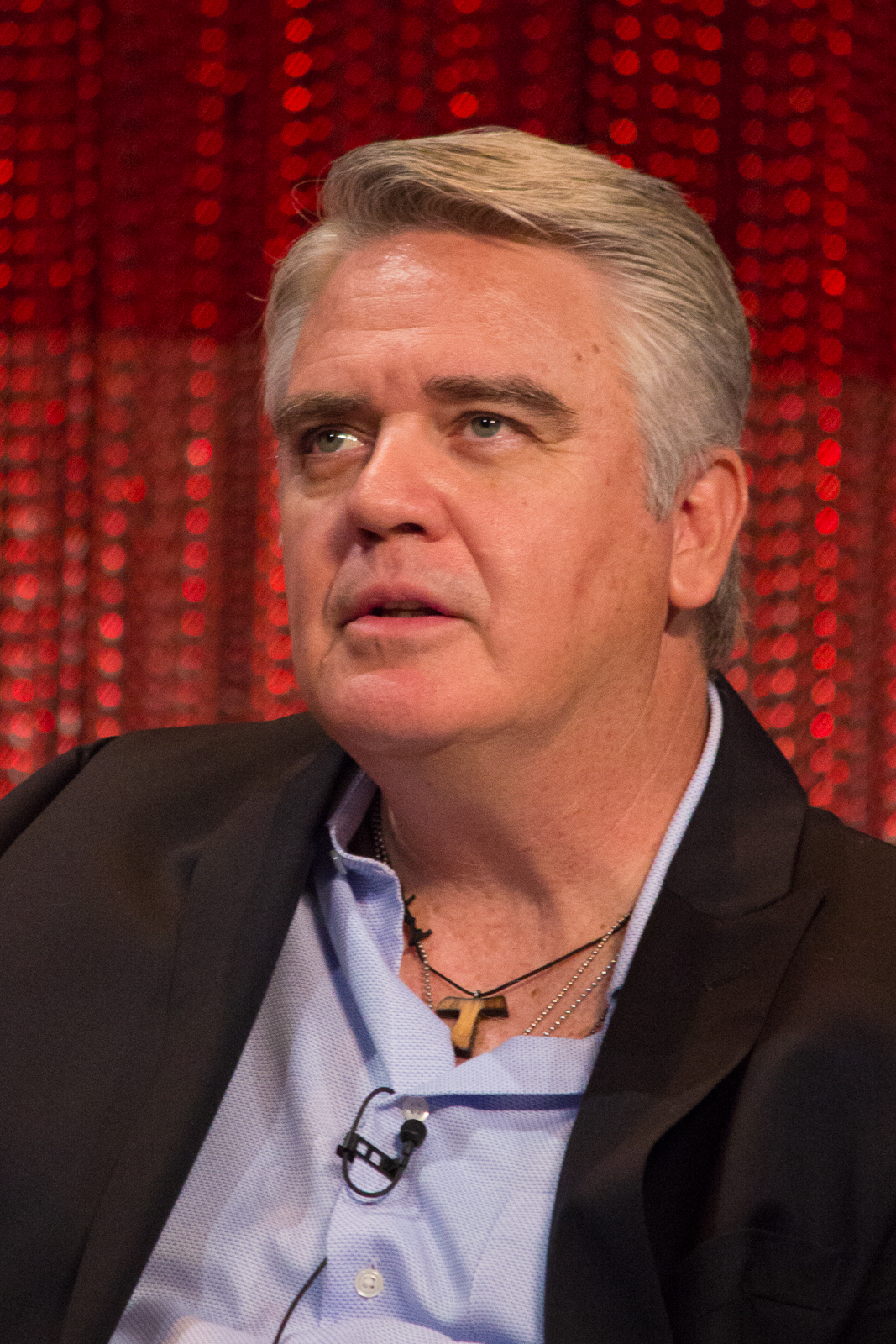
Michael J. Harney

Sam Healy est un ancien gardien de prison désormais superviseur qui agit comme conseiller à la prison de dans laquelle Piper Chapman est détenue. Il est ouvertement homophobe et s’est mis en tête de nuire personnellement aux lesbiennes de la prison. Il conseille donc à Piper de ne pas se mêler à elles si elle veut que tout se passe bien pour elle. Il est d’abord présenté comme quelqu’un qui, bien que rigide, évite la confrontation. Il semble souvent fatigué et finit souvent par dire aux détenues ce qu'elles ont envie d'entendre. Du coup il est méprisé par Caputo, qui lui a donné le surnom de « Samantha ». En effet, Caputo estime que Sam Healy n’est pas assez sévère avec les détenues.
Healy vit dans un mariage difficile et apparemment sans amour avec une jeune ukrainienne rencontrée via une agence matrimoniale qui parle peu anglais et à laquelle il reste deux ans pour obtenir la carte verte. Il a pour hobby de collection de « figurines à têtes branlantes » en plastique qu’il expose dans son bureau. On apprend dans les 3e et 4e saisons que sa mère était atteinte de schizophrénie et qu'elle a été internée de force par son père qui voulait profiter d'un traitement pour espérer "soigner" son homosexualité. Elle a ensuite disparu après qu'Healy lui a confié la préférer sous médicaments.
Dès le début de la série, il semble particulièrement sympathique avec Piper et agit même parfois en sa faveur. Il apprend cependant des rumeurs selon lesquelles Piper aurait des activités présumées lesbiennes avec d’autres codétenues. Sa haine des lesbiennes, d’abord présentée comme une bizarrerie, se révèle plus tard être un problème pathologique profond, notamment lorsqu’il envoie Piper à l’isolement simplement parce qu’elle dansait (de façon très rapprochée) avec Alex. Son agacement croissant pour Piper atteint son paroxysme lorsqu’il approuve la tentative de Pennsatucky d’assassiner Piper à la fin de la saison 1.
Dans la saison 2, Healy fait amende honorable à Piper en soutenant son idée d’un journal hebdomadaire de la prison, et lui obtient un congé pour rendre visite à sa grand-mère mourante. Il tente également de lancer un programme avec Pennsatucky. Il admet plus tard à un conseiller qu’il n’est pas satisfait de son travail, après s’être battu pour des notions idéalistes pour changer le monde, et que ses expériences l’ont laissé cynique sur. Malgré cela, il montre qu’il a encore un sens de la justice, en réunissant des preuves pour montrer que « Crazy Eyes », qui allait chuter pour l’assaut Rouge, était en fait innocente.
Au cours de la saison 4, il gère une détenue prénommée Lolly qui semble être schizophrène comme sa mère disparue. Au cours d'une crise, il la prend dans son bureau et celle-ci lui révèle avoir tué puis démembré et enterré un gardien. Persuadé qu'elle hallucine, il la prend sous son aile pour l'aider à se reconnecter au monde extérieur. Lorsque le corps est découvert, Healy est totalement bouleversé et ne croit plus en lui-même. Il quitte la prison avec l'intention de se suicider, mais finit par se raviser et dénonce Lolly. Celle-ci est alors envoyée en asile psychiatrique ce qu'Healy ne supporte pas. Il décide alors de suivre lui aussi une vraie thérapie.

### Suzanne «Crazy Eyes» Warren
Interprétée par Uzo Aduba

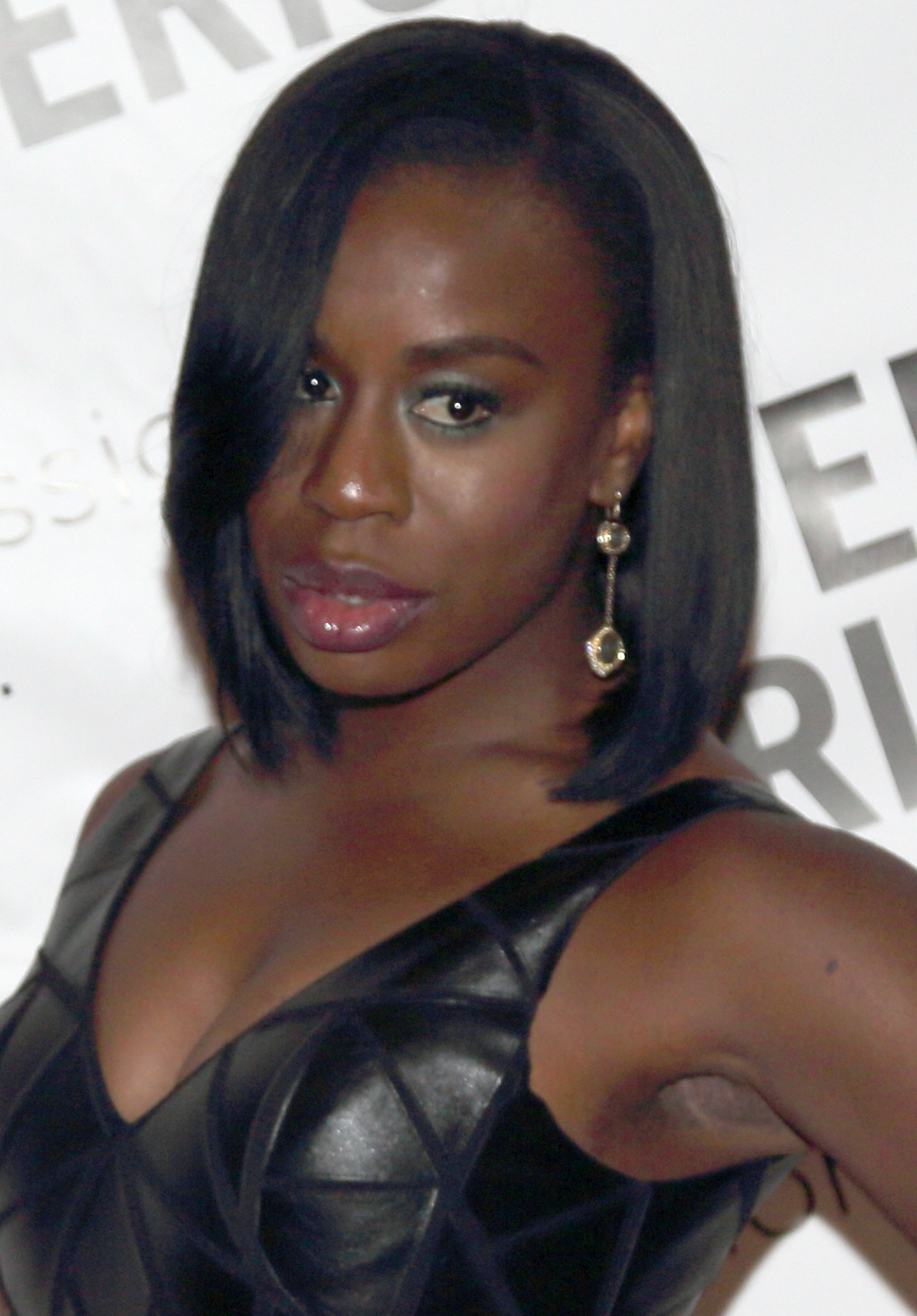
Uzo Aduba.

Suzanne « Crazy Eyes » Warren est une détenue lesbienne, elle est psychoAtypique. Elle a été adoptée et a grandi dans une famille blanche qui s'est bien occupé d'elle. Mais Suzanne s'est sentie poussée par sa mère à faire des choses qu'elle avait peur ou pas envie de faire. Auparavant, elle travaillait comme hôtesse d'accueil dans un supermarché et vivait chez sa sœur adoptive. On apprend qu'elle a été en prison car elle a invité un petit garçon client du magasin chez elle, mais a refusé de le laisser partir de peur d'être abandonnée. Le garçon a tenté de s'enfuir et a chuté. Elle a un talent pour réciter la littérature et la poésie, notamment ses propres compositions.
Dans la saison 1, Warren développe une obsession pour Piper et fait une demande à Healy qu’elle et Piper partagent le même lit superposé. Piper repousse ses avances. En guise de vengeance, Warren urine sur le plancher de la cellule de Piper pendant qu’elle est endormie. Au fur et à mesure de la saison, elle commence à se détacher de Piper, et c’est un côté plus vulnérable de Warren qui est proposé.
Dans la saison 2, une nuit lors d’une altercation entre Piper et Pennsatucky, Crazy Eyes intervient et prend Piper pour sa mère adoptive. Elle frappe alors Piper au visage par erreur, ce qui sauve Piper de graves problèmes avec l’administration de la prison. Elle tombe ensuite sous le charme et l’influence maternelle de Vee, avant de devenir son garde du corps, n’hésitant pas à battre et à menacer les détenus qui se mettraient en travers de son chemin. Crazy Eyes devient de plus en plus froide au cours de la saison. Plus tard, Vee tente de lui jouer un tour froidement en tentant de la confronter avec Red mais Crazy Eyes échoue.
Malgré la mort de Vee, Suzanne reste persuadée qu'elle reviendra pour elle. Elle est aidée par Taystee et Poussey pour accepter sa mort. Au milieu de la saison, elle écrit une nouvelle érotique sur fond de science-fiction qui rencontre un vif succès auprès des autres détenues. Cette romance sera découverte et confisquée par les gardiens, ce qui finalement l'arrange car elle subit la pression des filles pour avoir une suite. Elle découvre aussi qu'une mystérieuse détenue, Maureen Kukudio, est amoureuse d'elle et elles se donnent RDV dans un placard. Mais paniquée face à son manque d'expérience, Suzanne fuit.
Le début de la saison 4 débute avec la fuite des détenues au lac. Suzanne est avec son admiratrice Maureen, qui souhaite rester dehors ce que Suzanne refuse se sentant plus en sécurité à la prison. À la fin de la saison, l'un des gardiens profite de l'isolement des détenues pour obliger deux détenues à se battre, dont Suzanne. Celle-ci refuse mais finit par céder sous la pression et défigure son adversaire. La manifestation silencieuse interrompue ensuite dans la cafétéria dans la panique générale lui provoque une autre crise.
Au cours de l'émeute de la saison 5, Suzanne se trouve privée de ses médicaments, habituellement donnés à des heures précises. Tous ses changements la perturbent et les filles s'en aperçoivent, Cindy lui confie alors la mission de s'occuper des gardiens. À la suite de l'échec de plusieurs négociations, des détenues reviennent chercher les gardiens. Suzanne le supporte mal et devant son comportement, certaines détenues la menottent à son lit, malgré ses supplications. Plus tard alors qu'elle est seule, Angie et Leanne la découvrent mais au lieu de la libérer, elles lui maquillent le visage pour devenir un clown. C'est finalement Lorna qui va la libérer, alors qu'elle est de plus en plus mal en point. Responsable de l'infirmerie, Lorna va décider de ne pas donner lui donner son traitement (malgré la demande de Suzanne). Suzanne se retrouve en pleine crise psychotique et erre seule dans les couloirs. Elle trouve Kukudio délirante dans les toilettes et réussit à l'amener à l'infirmerie. Or, l'infirmier a disparu. Elle laisse Kukudio sur le lit d'hôpital et constate qu'Humphrey est mort. Paniquée, elle l'embarque en fauteil roulant et part à la recherche de Taystee pour l'aider. Cindy finit par la retrouver et comprenant son état, elle force le barrage de Lorna et réussit à lui trouver du lithium pour l'apaiser.
Dans la saison 6, elle parvient à obtenir une place au bloc B, plus calme, et à retrouver une médication qui la stabilise. Elle est aidée par Freida, qui cherche surtout une vigie contre Barb et Carol. Cependant, le souvenir d'avoir vu les gardes maquiller la mort de Piscatella la perturbe et la rend plus paranoïaque.

### Tasha "Taystee" Jefferson
Interprétée par Danielle Brooks

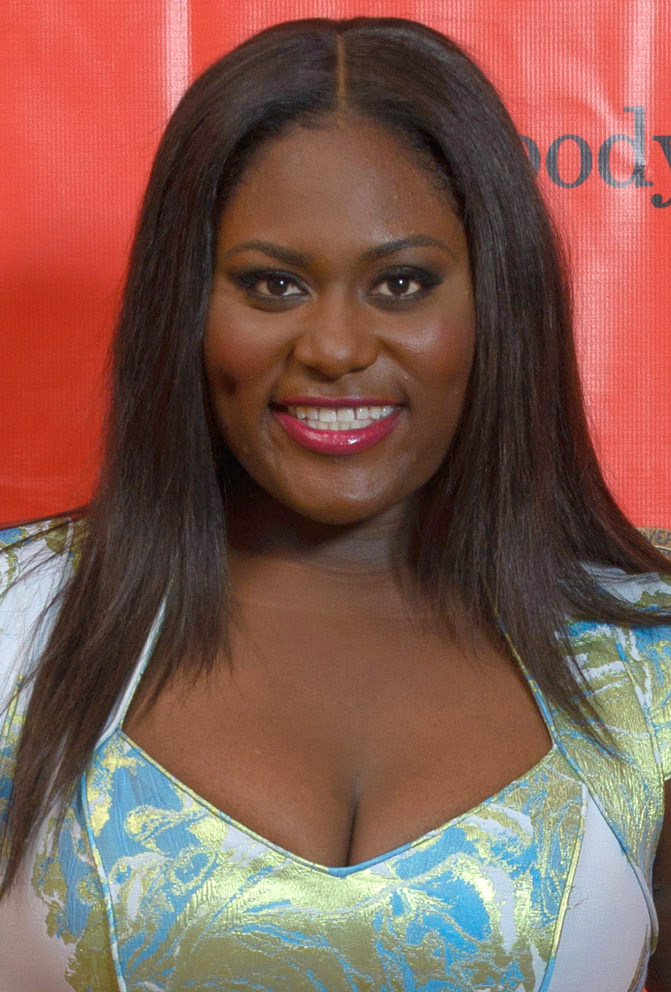
Danielle Brooks

Tasha « Taystee » Jefferson est une détenue qui représente la population noire au sein du WAC (Women’s Association Council). Elle travaille dans la bibliothèque de la prison. Grâce à son comportement exemplaire, Taystee est libérée en conditionnelle. Cependant, comme ayant été dans des institutions durant toute sa vie et ayant du mal à s’adapter à la vie qu’elle trouve dure en dehors des murs de la prison, elle commet sciemment une nouvelle infraction et viole les règles de sa liberté conditionnelle pour être renvoyée en prison. Elle se voit assigner le lit superposé laissé vacant par Miss Claudette et devient colocataire de Piper Chapman. En raison du temps passé dans la bibliothèque, elle prend goût à la lecture et considère avoir de bonnes connaissances en droit. Sa meilleure amie au sein de la prison est Poussey, avec qui elle entretient une relation privilégiée. Poussey aurait souhaité que ça aille plus loin, mais Taystee n'est pas lesbienne et ressent uniquement une forte amitié envers elle.
Son enfance a été dure étant passée en famille d’accueil. Elle découvrira sa mère biologique à ses 18ans et sera déçue lorsqu'elle comprendra que sa mère ne souhaite pas qu'elle fasse partie de sa vie. Elle est finalement recueillie par Vee après avoir démontré ses capacités commerciales, pour l’aider dans son commerce (illégal) d’héroïne. Tasha connait donc Vee de l’extérieur de la prison depuis 15 ans, et lorsque celle-ci intègre la prison à son tour, elle devient membre de son gang dans la saison 2. Finalement, lorsque les différentes actions menées par Poussey mettent en péril l’entreprise de Vee, cette dernière décide de calmer le jeu en expulsant « Taystee » du groupe. Taystee incitera plus tard les autres détenus afro-américaines à se retourner contre son ancienne mentor.
Dans la saison 3, elle aide à plusieurs reprises ses co-détenues : elle parvient à aider Suzanne à surmonter la mort de Vee, elle empêche Poussey de sombrer dans l'alcoolisme et elle sauve Soso d'une overdose.
Son attitude lui vaut d'être choisie par Caputo pour être son assistante au cours de la saison 4. Elle aimerait profiter de sa situation pour envoyer des photos de Judy King à la presse à scandale et va la traquer dans la prison pour obtenir de bonnes photos d'elle. Celle-ci va se prêter au jeu et faire une photo d'elle embrassant une autre détenue, Black Cindy. Cette photo fait la une des tabloïds. À la fin de la saison, un drame va se produire au cours d'une manifestation : Poussey est tuée accidentellement par un gardien. Taystee est dévastée. Caputo réalise une conférence de presse dans laquelle il n'assume pas, ce qui rend Taystee dans une rage folle et elle déclenche une émeute générale.
Au début de l'émeute, Taystee et ses amies retrouvent Caputo et l'obligent à lire une déclaration sur les réelles conditions de la mort de Poussey. Mais la vidéo peine à se faire connaître et est détournée ce qui la rend encore plus énervée. Elle forme alors une entente avec les hispaniques pour compiler les différentes demandes des détenues : avoir des gardiens formés, une aide à l'éducation, de meilleurs soins, amnistie pour toutes les détenues à la suite de l'émeute, l'arrestation de Bayley et des friandises. Mais Taystee est déçue de voir que finalement peu de détenues ont pensé à la justice pour Poussey. Lorsque les détenues découvrent la vidéo de Judy King prisonnière par les nazies, Taystee décide de rédiger un texte pour rétablir la vérité sur leur émeute qui se veut non violente qui sera lu par Judy. Mais au dernier moment, elle décide de lire elle-même le texte estimant mieux représenter les détenues que Judy qu'elle pousse hors de la prison. À la suite de cela, les filles reçoivent des cartons de friandises et Taystee entre en négociation avec une représentante. Découvrant que ça n'ira pas plus loin, elle décide de brûler toutes les friandises. Finalement, c'est Fig qui sera choisie pour négocier avec Taystee. Mais ayant accès à internet, aux dossiers et au bureau de Caputo, elle s'est bien préparée. Caputo lui sera libéré afin de lui venir en aide. Malgré les difficultés, Taystee tient bon et s'avère douée.
Dans la saison 6, Taystee se retrouve principale accusée de l'incitation à l'émeute et du meurtre de Piscatella, qui lui vaut d'être brutalisée par les gardes. Elle plaide coupable pour l’émeute, mais non coupable pour le meurtre, soutenue par les mouvements Black Lives Matter et Caputo. Malgré ses efforts, elle est déclarée coupable.

### Tiffany "Pennsatucky" Doggett
Interprétée par Taryn Manning

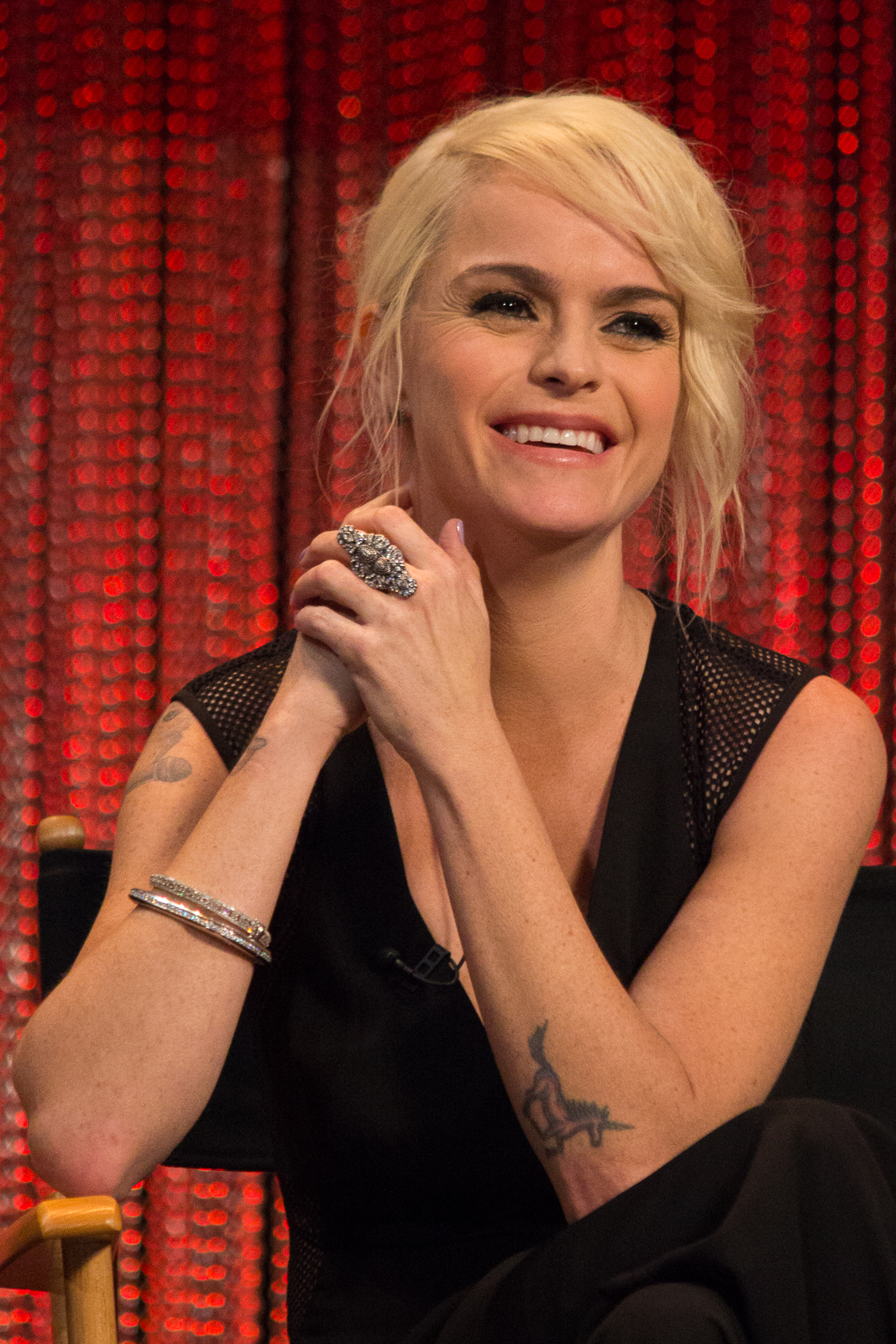
Taryn Manning

Tiffany « Pennsatucky » Doggett est issue  d'une famille pauvre. C'est une ancienne toxicomane croyante qui prêche souvent la parole de Dieu au sein de la prison. Elle a de très mauvaises dents, dû à ses nombreuses prises de crack. Elle a été envoyée en prison pour avoir tiré en plein jour sur le personnel d’une clinique pratiquant l’avortement. La presse locale a estimé qu’elle avait agi ainsi à cause de ses croyances religieuses, l’amenant à recevoir de l’argent et le soutien de la droite religieuse de son État. En réalité, il se trouve qu’elle a agi ainsi car le travailleur avait fait un commentaire sarcastique sur Tiffany après que celle-ci a subi cinq avortements dans cette même clinique. Tiffany réagit très violemment aux personnes lui manquant de respect. Ses convictions religieuses sont souvent empreintes et étroitement liées au racisme et à de l’hostilité envers les autres. Elle provoque l’effondrement de la chapelle de la prison lorsqu’elle fixe une croix beaucoup trop lourde à un tuyau qui finit par céder.
Au début de la série, Doggett n’aime pas Piper à partir du moment où cette dernière est admise au WAC, contre ses intentions. Tiffany a aussi de longue date une relation hostile avec Alex, leur valant des altercations régulières. Après un incident au cours duquel Tiffany enferme Alex dans un sèche-linge, Alex prend sa revanche en convainquant les autres détenues de faire croire que Tiffany est capable de pratiquer la guérison au travers de miracles. Tiffany essaie de guérir un enfant en fauteuil, en visite dans la prison, ce qui lui vaut d’être enfermée dans le service psychiatrique. Bien que ce soit grâce à Piper qu'elle est libérée de l’hôpital psychiatrique, Tiffany lance une vendetta violente contre cette dernière et tente de la tuer, avant de se retrouver face à face avec Piper qui la bat très violemment.
Dans la saison 2, Tiffany perd sa ferveur religieuse et devient plus facile à vivre après avoir assisté à des séances de conseil régulièrement avec Healy. Néanmoins, ses anciennes amies (Leanne et Angie) ont maintenant peur de la soutenir, et l’abandonnent, la laissant seule dans la prison. Elle semble avoir surmonté sa vendetta envers Piper, sans doute parce que son passage à tabac a cassé toutes ses mauvaises dents, ce qui lui permet d’obtenir une nouvelle dentition aux frais de la prison. Caputo appelle Piper et Tiffany dans son bureau afin de s’assurer qu’elles ont mis un terme à leur rivalité et leur suggère une étreinte. Tiffany le fait sans hésiter, contrairement à Piper. En fin de compte, elle trouve en Big Boo une amie, qui a également été abandonnée par Red pour sa trahison.
La saison 3 est difficile pour Doggett. Elle est assignée à la conduite du van de la prison avec le gardien Coates. Celui-ci se rapproche d'elle, et elle l'apprécie également. Mais un jour, énervé par un recadrage, Coates s'en prend à Doggett et la viole au cours d'une des sorties. Big Boo remarque un changement dans le comportement de Tiffany et comprend ce qui s'est passé. Elle va pousser Doggett à se venger, ce qu'elle s'apprête à faire en le droguant pour lui introduire un balai dans l'anus. Mais Tiffany va se désister au denier moment, ne se sentant pas capable de faire ça.
Dans la saison 4 c'est Maritza qui doit effectuer les sorties en van avec Coates. Doggett la surveille, craignant qu'elle ne subisse le même sort. Au fil du temps, elle finit par pardonner son acte à Coates mais va décider de l'évolution de leur relation. Elle va également faire preuve d'altruisme en aidant Nicky à surmonter son état de manque.
Pendant l'émeute de la saison 5, Tiffany découvrira que Coates s'est caché dans les combles. Ils se retrouvent en secret dans la laverie mais sont découverts par Angie et Leanne. Tiffany va réussir à leur piquer le pistolet et le lancera à Coates, laissant échapper une balle qui sectionnera le doigt de Leanne. Ayant récupéré le pistolet, Coates réussit donc à s'enfuir. Les détenues vont alors organiser un procès contre Tiffany et celle-ci sera défendue par Big Boo. Grâce à elle, elle n'écopera que de TIG. Cependant, Angie et Leanne sont remontées contre elles et se mettent à la harceler : elles font pipi dans la boisson qu'elle distribuait généreusement, elles l'empêchent d'aller aux toilettes, etc. Tiffany va demander de l'aide à Big Boo mais celle-ci est trop occupée à batifoler avec Linda. Elle finira par se faire enfermer dans les toilettes portatives par ses ennemies. Au cours du désordre lors de l'arrivée des forces de l'ordre pour dissiper l'émeute, elle trouve un passage vers l'extérieur et retrouve Coates.
Au début de la saison 6, elle prend la route avec Coates et Dixon, mais en voyant les accès de violence de son compagnon, elle préfère se rendre alors qu'elle est recherchée. En échange de son silence sur sa liaison avec Big Boo, Linda la transfère au bloc B.

### Aleida Diaz
Interprétée par Elizabeth Rodriguez

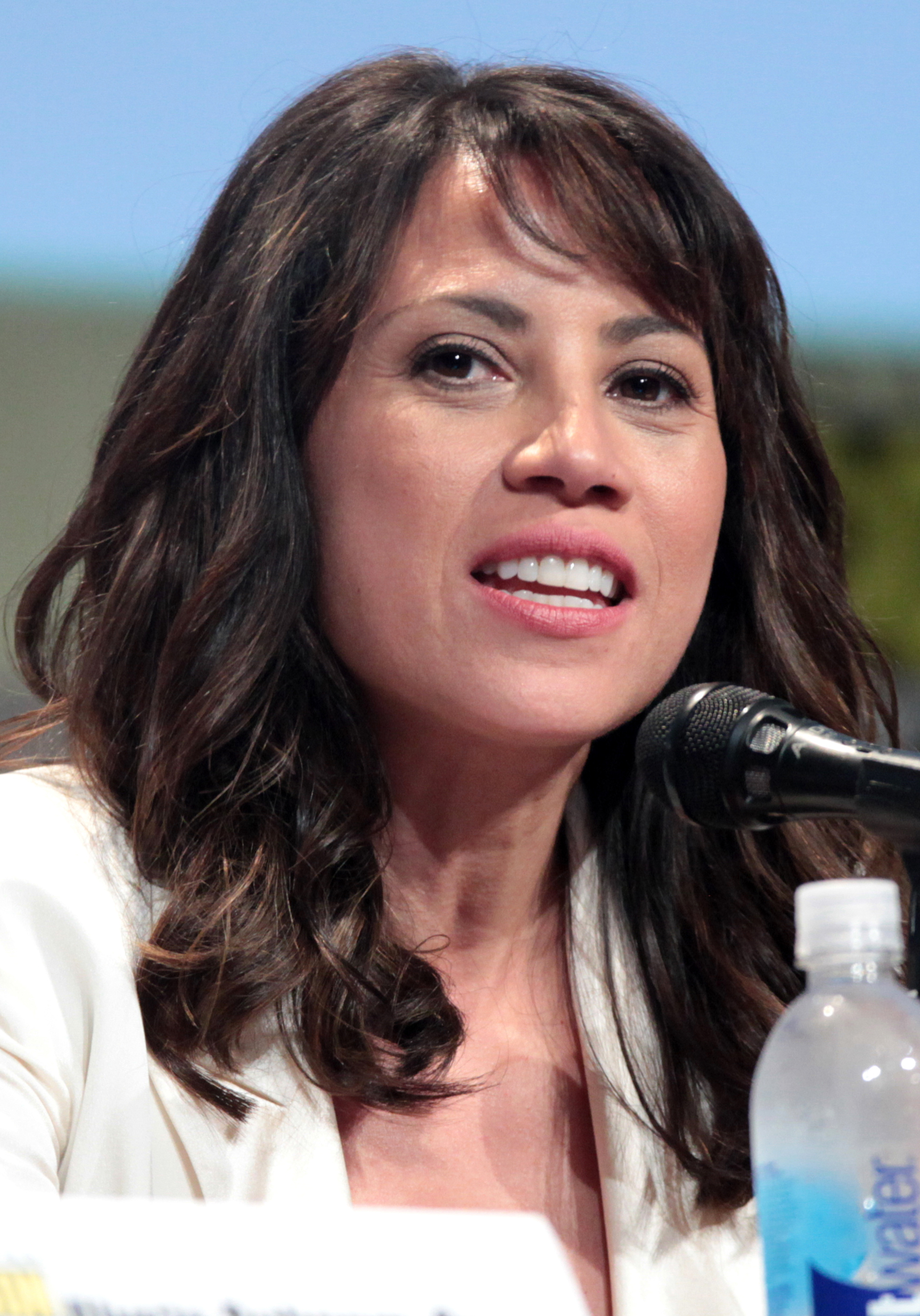
Elizabeth Rodriguez

Aleida Diaz est une détenue de la prison de Litchfeld. Elle est aussi la mère d’une autre détenue, Dayanara « Daya » Diaz. Elle a été condamnée pour avoir hébergé une activité de trafic de drogue : un homme coupait la drogue et la mettait sous sachets dans sa cuisine.
Il est révélé au cours de la série qu’elle s’occupait peu de ses enfants et qu’elle était obsédée par son petit ami de l’époque. Aleida révèle au cours d’une visite qu’elle est tombée pour lui mais que ce dernier ne lui rend jamais visite dans la prison. Elle traite Daya brutalement, et va même jusqu’à tenter de séduire Bennett pour mettre Daya, sa fille, en colère. Elle montrera plus tard un côté plus doux et conseille Daya d’avoir son bébé, allant même jusqu’à concocter un plan pour permettre Bennett à conserver son emploi. C’est elle qui conseillera à sa fille d’avoir des rapports avec Pornstache afin que ce soit lui qui soit impliqué en cas de découvert de sa grossesse. Elle bénéficie d’un statut élevé parmi les autres détenues hispaniques.
Dans la saison 2, Aleida Diaz se bat avec Gloria pour défendre son rôle de mère auprès de Daya, et manipule Bennett pour permettre la mise en place d’un trafic de contrebande depuis l’extérieur en cachant de la marchandise dans sa jambe artificielle.
Au cours de la saison 3 elle va tenter de trouver une solution pour le bébé. Elle a l'idée de rencontrer la mère de Pornstache, en négociant une adoption pour récupérer beaucoup d'argent. Finalement, le jour de l'accouchement, elle contacte Mme Mendez pour lui faire croire que le bébé est mort afin que sa fille puisse garder légalement l'enfant.
Aleida apprend dans la saison 4 qu'elle va bénéficier d'une liberté anticipée. Cette nouvelle ne la réjouit pas, se considérant sans talent et ne sachant rien faire. Son ancien compagnon Cesar est en prison. Judy lui fait remarquer son talent pour la manucure, et elle reprend le salon de Sophia en son absence. Elle entre en conflit avec Maria qui utilise le salon pour faire du trafic. Avant son départ, elle charge Gloria de s'occuper de sa fille. Sa sortie de prison ne se passe pas bien : elle se retrouve seule, sans affaires et sans famille à part la dernière compagne de Cesar.
Nous retrouvons Aleida à l'extérieur dans la saison 5. Elle peine à trouver un emploi et découvre assez tard l'émeute de Litchfield que Gloria lui a caché. Elle est contactée par une journaliste pour faire une interview, ce qu'elle accepte et se prépare à fond pour le jour J. Elle sera en plateau avec Judy King et découvrira en direct que sa fille a tiré sur un gardien. Elle va immédiatement lui téléphoner en la suppliant de ne pas se rendre puisqu'elle pourra plaider la légitime défense, le gardien ne pouvant pas témoigner contre elle. Finalement, elle assistera à l'arrestation de Daya qui a choisi de se dénoncer.
Dans la saison 6, Aleida essaie de gagner assez d'argent pour trouver un appartement et récupérer la garde de ses enfants. Elle se retrouve à vendre des compléments alimentaires dans un commerce pyramidal et se met en couple avec le gardien Hopper, qu'elle finit par utiliser pour faire entrer de l'héroïne dans la prison.

### Cindy "Black Cindy" Hayes
Interprétée par Adrienne C. Moore

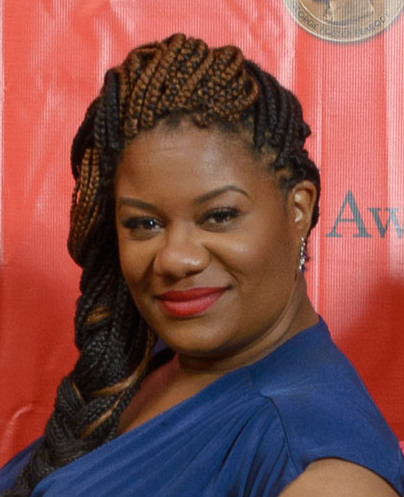
Adrienne C. Moore

« Black Cindy » Hayes est souvent vue avec les autres détenues afro-américaines. Son histoire est expliquée dans la deuxième saison : elle avait un emploi à la TSA (Transports Security Administration) et elle volait des articles et des bagages des voyageurs. Il est également expliqué qu’elle a une fille de neuf ans nommée Monica et qui a été élevée par sa mère, Cindy était vue comme sa sœur aînée. Elle est représentée comme quelque peu irresponsable. Elle a une fois emmené sa fille manger une glace, pour finalement la laisser dans sa voiture pendant des heures après avoir spontanément décidé de sortir avec des amis.
Dans la saison 3, Cindy, ainsi que Janae, sont embauchées dans l'atelier couture. Affectée par les nouveaux repas servis dans la prison, Cindy apprend par le biais de Lolly que des repas casher, beaucoup plus savoureux, sont distribués aux détenues juifs de la prison. Elle s'autoproclame juive et réclame désormais des repas casher. La nouvelle se répand dans la prison et beaucoup de détenues se disent juives aussi. Intrigué par cette augmentation de la population juive, Caputo fait venir un rabbin dans l'enceinte de la prison afin de confirmer la foi de chacune des prétendues juives. Cindy veut absolument continuer de bénéficier de ces repas et, avec l'aide de vraies juives de la prison, décide de débuter une conversion. Après plusieurs échecs auprès du rabbin, Cindy finit par le convaincre de sa conversion et lui annonce qu'elle ne sera officielle qu'après avoir passé un rituel : se baigner totalement nue dans de l'eau naturelle et réciter quelques mots en hébreu. Avec l'ouverture du grillage sur le lac à la fin de la saison 3, Cindy voit là une occasion de devenir une vraie juive et réalise finalement son but.
La saison 4 débute mal pour Cindy qui se retrouve obliger de partager sa couchette avec Abdullah, qu'elle déteste aussitôt à cause de sa religion. Elles se trouveront ensuite un point commun et s'entendront bien. C'est Alison qui fournira à Cindy le téléphone permettant d'envoyer des photos de Judy King à la presse. Sa photo en train d'embrasser Judy fait la une.
Au début de la saison 6, elle assiste avec Suzanne à la mise en scène par les agents du CERT de la mort de Piscatella pour faire accuser les détenues. Elle choisit cependant de garder le silence, par peur de voir son témoignage contredit et sa peine alourdie. Elle est envoyée au bloc D, où elle sympathise avec Flaca avec qui elle reprend le show radiophonique assuré par les détenues. Lors du procès de son amie Taystee, elle tente de revenir sur sa déposition, en vain.

### Carrie «Big Boo» Black
Pour les articles homonymes, voir Big Boo.
Interprétée par Lea DeLaria

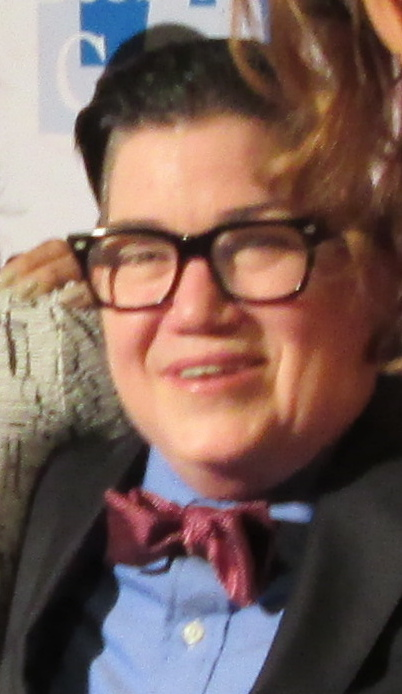
Lea DeLaria

Carrie « Big Boo » Black est une détenue de la prison, lesbienne « butch ». Elle s'est toujours sentie masculine, au grand désespoir de sa famille qui lui a refusé un dernier adieu à sa mère à l'hôpital si elle se présentait sous son allure masculine. Big Boo défend haut et fort ses convictions, quitte à être brutale.
Dans la saison 1, elle soutire discrètement le tournevis malencontreusement volé par Piper à l’atelier, et l’utilise pour se masturber. Elle rendra plus tard son tournevis à Piper alors que « Pennsatucky » menace Piper de la tuer. Piper va également l'aider à écrire une lettre d'appel. Dans cette saison, elle est souvent accompagnée d'un chien appelé "Little Boo".
Dans la saison 2, elle se débarrasse du chien. On comprend que Carrie a utilisé le chien pour se stimuler sexuellement. Plus tard dans la saison, elle met en place un concours avec Nicky pour voir qui peut avoir le plus de relations sexuelles avec les autres détenues. Big Boo a peu de loyauté. En essayant de se faire bien voir de la puissante Vee, Carrie trahit Red en apprenant à Vee l’existence du tunnel. En conséquence, elle est boudée par le clan de Red, et Vee la rejette, ne croyant plus en sa loyauté envers quiconque. Elle lie par la suite une amitié improbable avec Doggett et, quand Red est hospitalisée à la suite d’une agression par Vee, Black aide Nicky à localiser et à cacher la drogue de Vee.
Au cours de la saison 3, elle joue à se faire passer pour une lesbienne repentie afin d'arnaquer des intégristes mais leur discours la choque tellement qu'elle ne tient pas le jeu jusqu'au bout. À la fin de la saison, elle comprend que son amie Doggett a été violée par un gardien. Elle est folle de rage, et pousse Doggett à se venger en concoctant un plan pour le violer à son tour. Mais Doggett ne suit pas.

### Dayanara «Daya» Diaz
Interprétée par Dascha Polanco

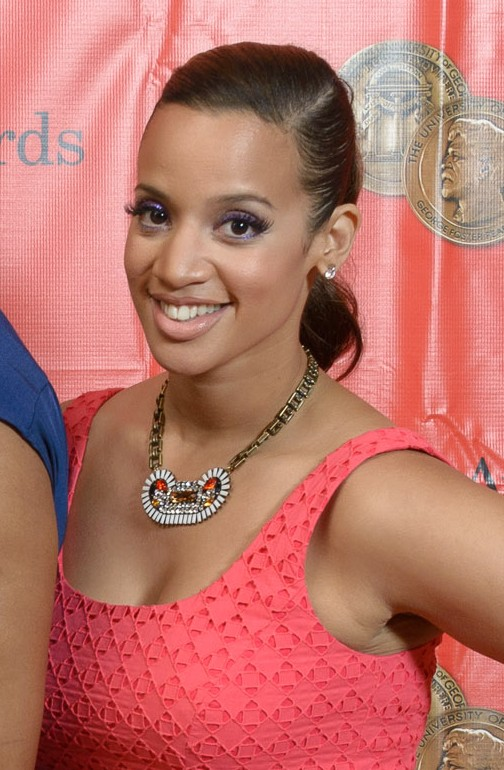
Dascha Polanco

Dayanara « Daya » Diaz purge sa peine aux côtés de sa mère dans la prison. Il est révélé qu’elles entretenaient toutes les deux une relation avec le petit ami de sa mère, un trafiquant de drogue. Ses relations avec sa mère, Aleida, sont tendues depuis des années. En effet, sa mère a plus ou moins abandonné ses enfants pendant leur jeunesse, préférant sortir et faire la fête plutôt que de s’occuper de Daya et de ses sœurs. Elle est critiquée par ses codétenues d’origine hispanique parce qu’elle ne sait pas parler espagnol. Daya a un talent pour le dessin.
Daya développe une relation avec le gardien de prison John Bennett : ils tombent amoureux, et elle tombe enceinte durant la saison 1. Sachant que Bennett pourrait être lourdement sanctionné et emprisonné si la nouvelle se répand, Daya fait un pacte avec Red pour tromper Mendez (l’autre gardien) en ayant des rapports sexuels avec lui, de telle sorte à attirer des problèmes sur ce dernier.
Dans la saison 2, elle se montre de plus en plus émotive (à cause de ses changements hormonaux) en raison de sa grossesse, ce qui contraste de son attitude beaucoup plus mesurée dans la saison 1. Elle souhaite que son enfant grandisse en connaissant la vérité de sa filiation et aimerait que Bennett prenne congé un certain temps pendant sa grossesse afin de leur permettre d’être ensemble.
Malheureusement, Bennett n'est plus présent à partir de la saison 3 et Daya ne sait pas pourquoi. Du jour au lendemain, il n'est plus revenu à la prison. Daya et sa mère cherchent des options pour le bébé, et sa mère rencontre la mère de Mendez à qui elle propose d'adopter l'enfant (qu'elle croit donc être son petit-fils) contre une certaine somme d'argent. Daya finit par accepter cette idée, pensant que c'est le mieux pour l'enfant. Mais lorsqu'elle voit sa mère réclamer toujours plus d'argent, elle avoue la vérité à Mme Mendez. Celle-ci veut malgré tout adopter le bébé. Daya accouche à la fin de la saison 3, et pendant qu'elle est hospitalisée sa mère contacte Mme Mendez pour lui faire croire que le bébé est mort à la naissance afin que la famille Diaz puisse finalement garder la petite.
Au début de la saison 4, on voit Daya prendre peur pour le futur lorsqu'elle réalise que son enfant va être confié aux services sociaux. Sa mère quitte la prison au cours de la saison, bénéficiant d'une liberté avancée. Le jour de l'émeute, lors du dernier épisode, l'arme d'un des gardiens lui échappe et c'est Daya qui va s'en emparer et menacer de le tuer. Dans la confusion, elle lui tirera dans la jambe et le gardien finira par mourir de ses blessures.
Après l’émeute, Daya plaide coupable pour la mort du gardien et elle est envoyée au bloc D. Elle devient la protégée de « Daddy », une des lieutenants de Barbara, la meneuse des détenues du bloc. Pour supporter la douleur de ses blessures infligées par les gardiens, elle commence à prendre de l’oxycodone puis, devenue passeuse pour Barb, de l’héroïne.

### Gloria Mendoza
Interprétée par Selenis Leyva

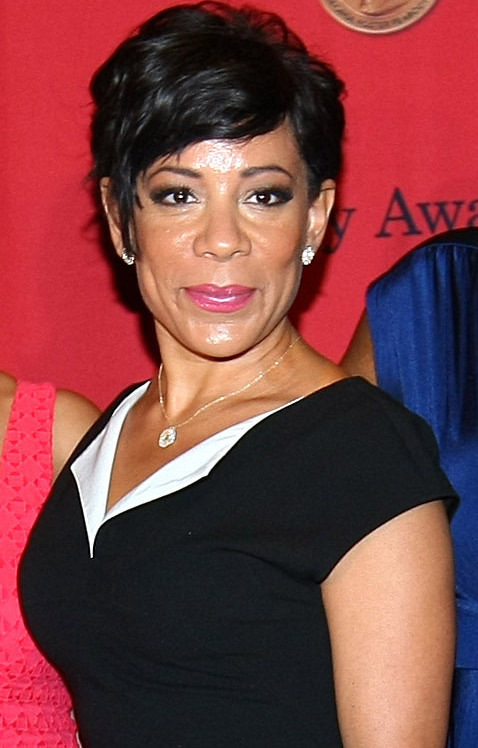
Selenis Leyva

Gloria Mendoza est l’homologue de Red parmi les détenus hispaniques et latines, mais elle n’a aucun lien avec le crime organisé. Elle est mère de quatre enfants.
Elle organise des jeux de domino dans la prison et se préoccupe beaucoup des autres détenues, soit en leur procurant des conseils, soit en pratiquant des prières de Santeria (religion des Caraïbes dérivée de la religion yoruba) en leur faveur. Elle est souvent critique envers Daya et sa volonté de ne pas parler espagnol, mais elle l’accepte tout de même comme l’une des siennes.
Lorsque Red se voit retirer la direction de la cuisine lorsque ses opérations de contrebande au sein de la prison sont dévoilées, Gloria devient le nouveau Chef. Red tente de saboter sa cuisine, mais ne parvient pas à la faire remplacer. À la fin de la première saison, Mendoza affame Red pour se venger de la précédente histoire, de la même manière que ce que Red avait fait subir à Piper Chapman au début de la série.
Dans la saison 2, il est révélé qu’elle a subi des violences domestiques. Comme elle avait l’intention de fuir son petit ami qui la maltraitait, elle a été surprise en train d’échanger avec des clients du magasin dans lequel elle travaillait des coupons alimentaires contre de l’argent qu’elle gardait pour elle.
Elle fait globalement preuve de compassion et est sensible aux sentiments des autres : elle pardonne notamment très souvent à son ex-petit ami, et elle tombe sous le charme de Vee au début de la saison 2. Après avoir appris que Norma complotait pour empoisonner Vee, Mendoza la convainc d’utiliser la Santeria pour revenir à elle.
Dans la saison 3, Gloria se rapproche de Sophia après que celle-ci accepte d'amener son fils, Bennie, avec sa femme et son fils lui rendre visite à la prison. Bennie et Michael, le fils de Sophia, deviennent vite amis mais Sophia remarque le mauvais comportement que présente son fils depuis qu'il fréquente Bennie. Sophia reproche alors à Gloria de ne pas savoir tenir son fils. Pendant l'une des visites au cours de laquelle Gloria voit son fils, Caputo vient la chercher lui reprochant d'avoir abandonné la cuisine. À bout de nerfs, Gloria démissionne laissant Red, qui vient à peine d'être ré-embauchée, reprendre le contrôle de la cuisine. Sophia et Gloria apprennent ensuite que leurs fils ont tabassé un garçon après avoir passé la soirée ensemble. Après avoir surpris Sophia dans la salle des visiteurs sans même qu'elle ait pris la peine d'amener son fils, Mendoza reproche à Sophia de lui priver de son enfant. Lorsque cette dernière vient s'excuser d'avoir accusé Bennie de la mauvaise influence sur son fils (qui n'avait pas réellement participé à la bagarre), elle se fait mal accueillir. Une altercation a lieu alors entre les deux femmes et Sophia bouscule Gloria lui faisant une cicatrice. Pour venger son amie, Aleida répand des rumeurs sur Sophia et monte quelques détenues contre elle. Sophia est alors victime d'une agression et est envoyée au QHS pour "sa sécurité". Gloria se sentant mal de voir son amie envoyée au trou décide tout simplement de l'ignorer en la voyant passer devant elle.
Gloria s'inquiète beaucoup pour Sophia dans la saison suivante. En effet, elle reste très longtemps en QHS. Lorsqu'elle est finalement libérée, elle en sort méconnaissable et traumatisée. Gloria va alors lui apporter son soutien.

### Lorna Morello
Interprétée par Yael Stone

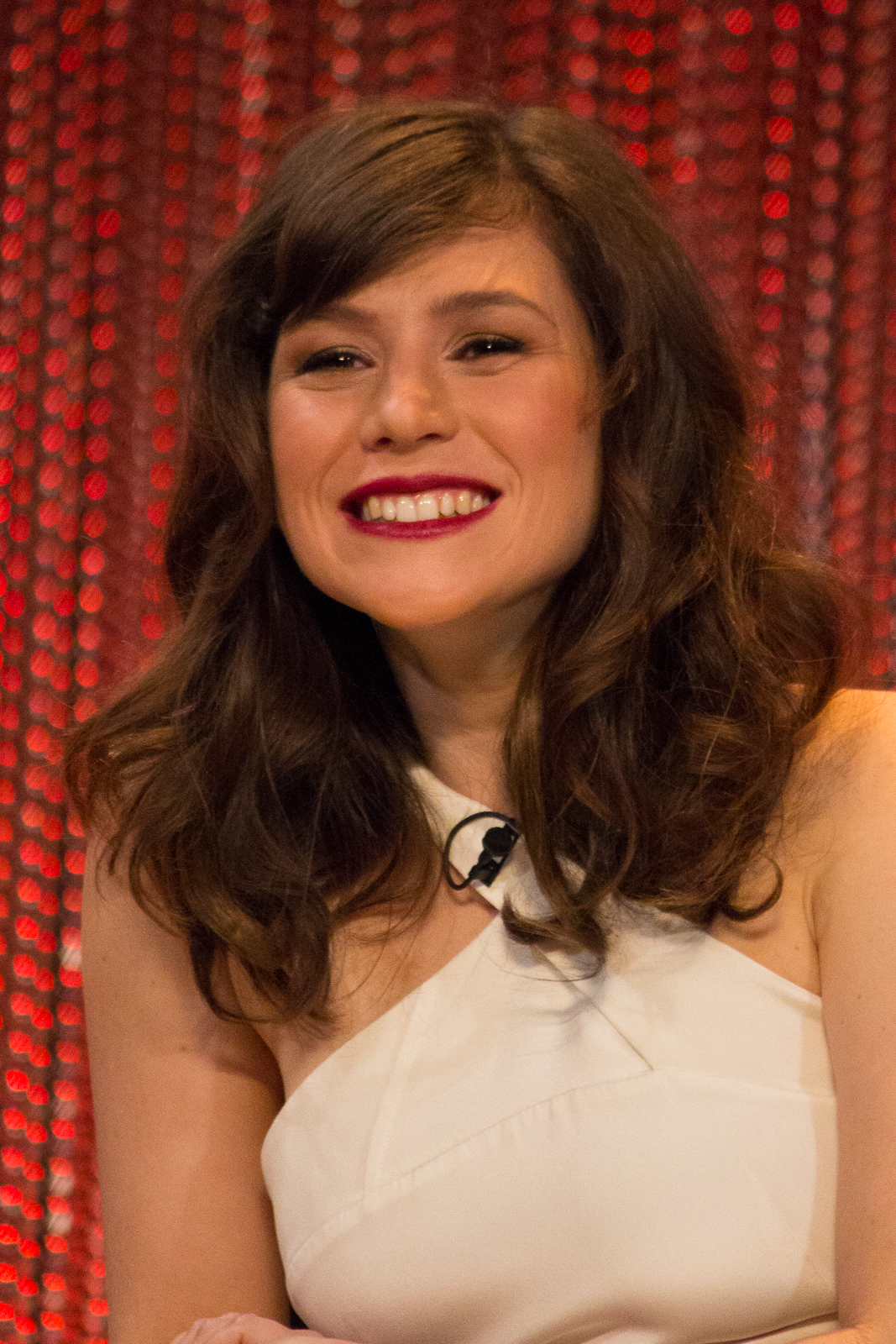
Yael Stone

Lorna Morello est italo-américaine, et a prévu de se marier prochainement, ce qui provoque les railleries de sa codétenue Nicky. Elle rompt sa relation lesbienne avec Nicky après avoir considéré qu’elle avait trompé son « fiancé » Christopher. Il est révélé plus tard qu’il n’est jamais venu lui rendre visite à la prison. Elle parle avec un fort accent qui mélange de façon inexplicable un accent de New York ainsi qu’un accent de Boston.
Lorna Morello est la première détenue à laquelle Piper parle, car elle est chargée de conduire la camionnette qui transporte les détenues, et elle aide Piper à s’acclimater dans ses premiers jours. Red la convainc de se présenter au WAC comme représentant de la communauté blanche de la prison, indiquant qu’elle est « jolie et non menaçante ». Au cours de la campagne pour le WAC, Lorna montre à la fois de l’excitation et de la nervosité à propos de l’élection qui approche, même si tout le monde est convaincu qu’elle a la garantie de la gagner. Lorsque Pornstache recherche la façon dont Red cache ses marchandises de contrebande dans la prison, il fait conduire Lorna jusqu’au milieu des bois et tente de l’intimider. Lorna fond en larmes et assure à Pornstache qu’elle ne peut pas lui dire ce qu’elle ne sait pas. Elle s’attend à ce que Pornstache mette ses menaces à exécution, mais il lui demande à la place de conduire le van pour rentrer à la prison.
Il est révélé dans la deuxième saison que Christopher n’était pas vraiment son fiancé, mais plutôt un homme qu’elle a commencé à harceler après leur premier rendez-vous. Elle a tenté de le tuer, lui et sa petite amie, avec des explosifs. Il n’est pas clair dans la série si c’est la raison pour laquelle elle a été emprisonnée pour cela, ou si c’est pour une affaire d'escroquerie qu’elle était en train de mener lorsqu’ils se sont rencontrés. Après que Lorna Morello a fait irruption dans la maison de Christopher, celui-ci lui rend visite en prison et menace de la tuer si jamais elle s’approche à nouveau de lui ou de sa fiancée, avant d’exposer à tout le monde dans le parloir les mensonges qu'elle raconte en prétendant qu'ils sont fiancés. Par la suite elle va se marier et tomber enceinte.

### Poussey Washington
Interprétée par Samira Wiley

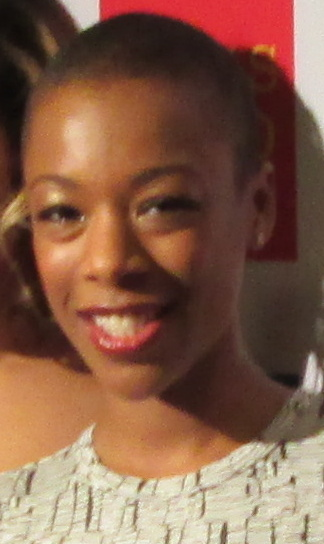
Samira Wiley

Poussey Washington est emprisonnée depuis deux ans(au début de la série et il lui reste quatre ans avant de pouvoir être libérée. Poussey est un personnage drôle souvent en compagnie de sa meilleure amie « Taystee » (avec qui elle travaille à la bibliothèque). Elle a aussi une belle voix. Elle a été nommée d’après la ville de Poussay dans le nord-est de la France, où son père était en poste quand elle est née, et son prénom fait souvent l’objet de remarques par l’ensemble des autres détenus, en raison de sa prononciation qui peut porter à confusion. Sa mère meurt alors qu’elle est en prison.
Au cours de la deuxième saison, on apprend que son père, qui était un commandant dans l’armée des États-Unis, a déménagé avec sa famille en Allemagne où il a été affecté. En Allemagne, elle a eu une relation amoureuse avec la fille du commandant de la base allemande. Lorsque la relation a été révélée, le commandant de la base en Allemagne a réaffecté son père aux États-Unis, amenant à Poussey à essayer de le tuer.
Poussey Washington semble amoureuse de Taystee, qui ne l’est pas en retour (Taystee est hétérosexuelle), mais cette dernière fait un effort pour être gentille avec elle sur ce sujet. Poussey est une des rares détenues noires à ne pas tomber sous le charme de Vee, et elle entame une longue campagne visant à la discréditer tout au long de la saison (Vee a joué en faveur d’une séparation entre Poussey et Taystee). Les nombreux efforts de Vee pour la forcer à se soumettre, y compris les menaces et les coups violents de Crazy Eyes, sont infructueux. Finalement, Poussey provoque des dommages irréparables au commerce de tabac de Vee en abimant tout un paquet de tabac en versant de l’eau de Javel dessus. Vee, réalisant que l’intimidation ne fonctionnera pas avec elle et que la tuer ne ferait qu’attirer l’attention sur elle, décide d’exclure Taystee du gang. Les deux se réconcilient plus tard après une bagarre dans la bibliothèque, et décident d’unir leurs forces afin de pousser les autres détenus afro-américaines contre Vee.
Dans la saison 3, Poussey sombre dans l’alcool de contrebande qu'elle fabrique et passe beaucoup de temps à trainer à la bibliothèque et à boire. C'est son amie Taystee qui finira par cacher l'alcool afin de l'empêcher de sombrer dans l'alcoolisme. Elle se tournera ensuite vers le groupe de Norma afin de l'aider à soigner sa dépendance à l'alcool. À la fin de la saison, elle sauve Soso d'une overdose.
La saison 4 voit naître le début d'une idylle entre Poussey et Soso, qui a finalement été acceptée dans le clan des afros. Elles apprennent à se connaître et tombent amoureuses. Poussey est fan d'une présentatrice, Judy King, qui intègre la prison cette saison-là. Elle passe du temps à l'observer, n'osant pas l'aborder. C'est Soso qui va lui organiser la rencontre avec son "idole". Mais, le jour de la manifestation silencieuse à la cantine, Poussey est tuée tragiquement par un gardien qui tentait de la maintenir au sol. Elle meurt étouffée. Soso et Taystee sont effondrées. Lorsque Caputo fait une déclaration télévisuelle en n'assumant pas sa mort, Taystee folle de rage va déclencher une émeute à la prison.

## Les prisonnières

### Brook Soso
Interprétée par Kimiko Glenn
Brook (Brooke) Soso est une détenue d’origine japonaise et écossaise qui apparait dans la deuxième saison. Il est révélé qu’elle est emprisonnée en raison de son activisme politique. Bavarde et un peu déjantée, Brooke Soso tente de se lier d’amitié avec Piper qui ne semble pas partager le même enthousiasme quant à l’avenir de leur relation.
Piper tente de vendre Soso à Boo et se retrouve prise par Nicky dans leur jeu sexuel. Elle agace les autres détenus à cause du fait qu’elle parle de manière constante. Elle refuse par ailleurs de prendre sa douche. Au cours de la deuxième saison, elle devient militante et tente de mettre en place une grève de la faim avec les autres détenues pour protester contre le traitement cruel dont elles font l’objet au sein de la prison.
Elle essaie de mettre fin à ses jours d'une overdose à la fn de la saison 3, mais sera sauvée par Poussey et Taystee.
À la suite de cela, elle entame une liaison avec Poussey dont elle tombe amoureuse. La mort de Poussey à la fin de la saison 4 laisse Soso dévastée.

### Gina Murphy
Interprétée par Abigail Savage
Gina Murphy est une détenue membre de l’équipe de Red dans la cuisine de la prison. On comprend au fil de la série qu’elle a été incarcérée pour assassinat et détournement de fonds.
Elle est souvent vue avec l’une de ses codétenues Norma Romano. Lorsque le plan de Red pour saboter le travail de Mendoza est mis à exécution, le bras de Gina est sur le feu lorsque le four qu’avait saboté Red explose dans une gerbe de feu.
Dans la saison 2, on peut voir Gina Murphy avec des cheveux plus courts, et plusieurs marques de brûlures qui paraissent graves sur le côté de son cou, et un comportement plus maussade. Elle repousse avec beaucoup de colère plusieurs tentatives de Red pour reconquérir son amitié, mais finalement lui pardonne. En effet, lorsque Red se rend finalement compte qu’elle ne lui a pas donné la seule chose qu’elle cherchait, des excuses, cette dernière arrive à se faire pardonner. Plus tard, elle surprend Nicky en train de prendre une dose d’héroïne qu’elle a obtenue de la part du gang de Vee, et la harcèle à ce sujet des jours durant, dans le but de voler l’héroïne à Vee et son gang.

### Janae Watson
Interprétée par Vicky Jeudy
Janae Watson est une ancienne star de l’athlétisme au lycée. Elle a été prise en train de voler un établissement bancaire en compagnie de son petit ami. La spirale criminelle dans laquelle Janae Watson s’est embourbée se révèle être de sa faute. Elle a tenu à intégrer un gang dans lequel son petit ami était introduit, et le chef du gang local avait tenté de la convaincre de rester en dehors de la vie criminelle, de profiter de sa bourse d’études. C’est l’arrogance et l’égocentrisme de Janae qui l’ont motivée à continuer sur la mauvaise voie.
Elle est d’abord très antipathique avec Piper Chapman. Elle a également des problèmes avec l’autorité, se confrontant régulièrement à Miss Claudette et aux gardiens de prison.
Watson est affectée à l’outillage dans l’atelier d’électricité et perd un tournevis pour son premier jour.Après avoir refusé d’être fouillée par un gardien de prison de sexe masculin, Watson est envoyée à l’unité spéciale de détention (SHU) par Caputo. Elle en veut à Piper pour cela car c’est elle qui a égaré le tournevis, événement qui fut à l’origine de ses ennuis. Piper fait en sorte de se racheter en convainquant Susan de rouvrir la piste d’athlétisme, de sorte que Watson puisse à nouveau courir.
Après sa sortie de SHU, Watson provoque une dispute avec Yoga Jones qui la gifle au visage après que Watson se soit moquée d’elle à propos des raisons qui l’ont amenée en prison. Elles se réconcilient plus tard et semblent alors se diriger vers une relation de confiance.
Dans la saison 2, elle se joint à la troupe de Vee en prélevant de l’argent du commerce de cigarettes. Elle est à nouveau envoyée au SHU après avoir été prise avec des cigarettes dans sa couchette. Elle est visiblement affectée par son deuxième séjour au SHU, et une fois de plus sa relation avec Jones devient tendue.

### Maria Ruiz
interprétée par Jessica Pimentel
Maria Ruiz est une détenue enceinte qui est la représentante des latinas et des hispaniques pour le WAC (Womens Association Council). Son père fut chef d'un gang dominicain et il l'a chassée de la maison lorsqu'il apprend qu'elle fréquente un truand mexicain.
Elle accouche de son bébé à l’extérieur de la prison dans un hôpital. Elle ne pourra logiquement pas s’en occuper étant en prison, son bébé lui est donc immédiatement retiré, ce qui lui vaut de s’attirer une forte sympathie de la part de ses codétenus. Elle voit dans la relation que vivent Daya et Aleida une « mise en garde » la concernant sur sa relation future avec sa fille. Elle estime qu’elle ne parlera jamais à son enfant de la même façon que Aleida parle à sa fille. De même, elle imagine de jamais accepter de se faire manquer de respect par sa fille comme le fait Daya avec sa mère.
Dans la saison 2, elle reçoit régulièrement la visite de son petit ami, dans l’ensemble calme, ainsi que de son enfant. Lorsque Maria apprend qu’elle va être transférée dans une prison de Virginie, elle supplie son petit ami d’être un bon père pour leur enfant. Elle confie plus tard à Piper qu’elle a peur que son petit ami soit trop faible pour supporter seul la charge d’élever leur enfant. Maria a par ailleurs des doutes sur sa capacité à rester fidèle. On constate plus tard lorsqu’elle reçoit la visite de sa fille et de son ami que ce dernier joue très bien son rôle de père et qu’il lui promet de lui rester fidèle.
Dans la saison 4, elle monte son propre gang de revente de culottes directement en concurrence avec Piper. Lorsque la rumeur de ce trafic arrive aux oreilles des gardiens, Maria voit sa peine de prison prolongée de 2ans supplémentaires. Avec sa fille à l'extérieur, cette nouvelle l'ébranle et elle en veut énormément à Piper qui les a dénoncées. Elle monte son gang contre elle et ensemble elles la kidnappent pour lui tatouer au fer rouge une croix gammée sur la peau.

### Norma Romano
Interprétée Annie Golden
Norma Romano est une détenue de la prison. Elle ne parle jamais afin d'éviter la honte de révéler un grave bégaiement. Plus jeune, elle s'est tournée vers une secte hippie et est devenue l'une des épouses du gourou. Mais au fil des années, le succès de la secte s'est estompée et elle a perdu tous ses membres. Norma est la seule à être restée au côté de son mari. Mais une fois vieux et seul, il l'insulte et se moque d'elle à cause de son bégaiement et pour se venger elle le pousse d'une falaise.
Elle fait partie de l’équipe de Red et c'est la première détenue avec laquelle Red ait interagi lors de son arrivée à la prison. Elle est souvent en compagnie de Gina Murphy, avec laquelle elle travaille dans les cuisines pour Red. Elle a pour particularité de ne parler que très peu voire pas du tout.
À la fin de la saison 1, Norma Romano vole la vedette aux autres détenues au spectacle de Noël de la prison. Elle se met à chanter et révèle sa très belle voix pour la première fois ce qui laisse l’ensemble des codétenues surprises.
Après la tentative de Red d’attirer des problèmes à la nouvelle cuisinière Mendoza, Norma exprime sa frustration et son mépris à Red, et cette dernière termine la conversation en larmes. Norma et Red finissent par se réconcilier, et après que Vee ait passé Red à tabac, Norma fabrique de l’arsenic pour tenter de tuer Vee. Mendoza finit par la convaincre que ceci est une mauvaise idée, l’idée est donc abandonnée.
Dans la saison 3, elle se retrouve avec la réputation d'être une sorcière ayant des pouvoirs spéciaux. Elle crée alors une sorte de "club Norma" qui rencontrera un vif succès notamment auprès des détenues blanches (Leanne, Angie, etc.). Lorsque Angie est libérée en avance par erreur, le groupe croit encore plus en ses pouvoirs. Mais Poussey va se rebeller et faire prendre conscience que ce culte voué à Norma va trop loin, et qu'elle ne détient aucun pouvoir.

### Rosa Cisneros
Interprétée par Barbara Rosenblat
Rosa Cisneros est une détenue latina diagnostiquée avec le cancer. Dans le huitième épisode de la deuxième saison il est révélé qu’étant jeune, Rosa faisait partie d’un gang de braqueurs de banques professionnels. Après avoir échappé à trois braquages successifs, elle a fait l’erreur de voler sans préparation une quatrième banque au hasard. Son manque de préparation lui a finalement valu d’être envoyée en prison.
Elle a une croyance étrange : elle est persuadée qu’elle est maudite, et que tous les hommes qu’elle aime dans sa vie mourront de façon prématurée.
Tout au long de la deuxième saison, elle va régulièrement à l’hôpital le plus proche pour suivre sa chimiothérapie, et se lie d’amitié avec un adolescent qui est également subit également une chimiothérapie. Elle apprend finalement que son cancer a repris de l’avance sur son traitement, et qu’il lui reste entre trois et six semaines à vivre. Ne voulant logiquement pas mourir en prison, elle se confie à Lorna qui lui donne l’occasion de voler le fourgon de la prison et de pouvoir s’évader. Alors qu’elle s’échappe de la prison avec le fourgon, Rosa aperçoit Vee en train d’essayer de s’échapper sur un côté de la route. Se souvenant de ce que cette dernière lui avait fait subir pendant leur séjour, Rosa décide d’écraser Vee et de s’échapper.
Sa mort est révélée au début de la saison 3, après quelques jours de fuite.

### Sœur Jane Ingalls
Interprétée par Beth Fowler

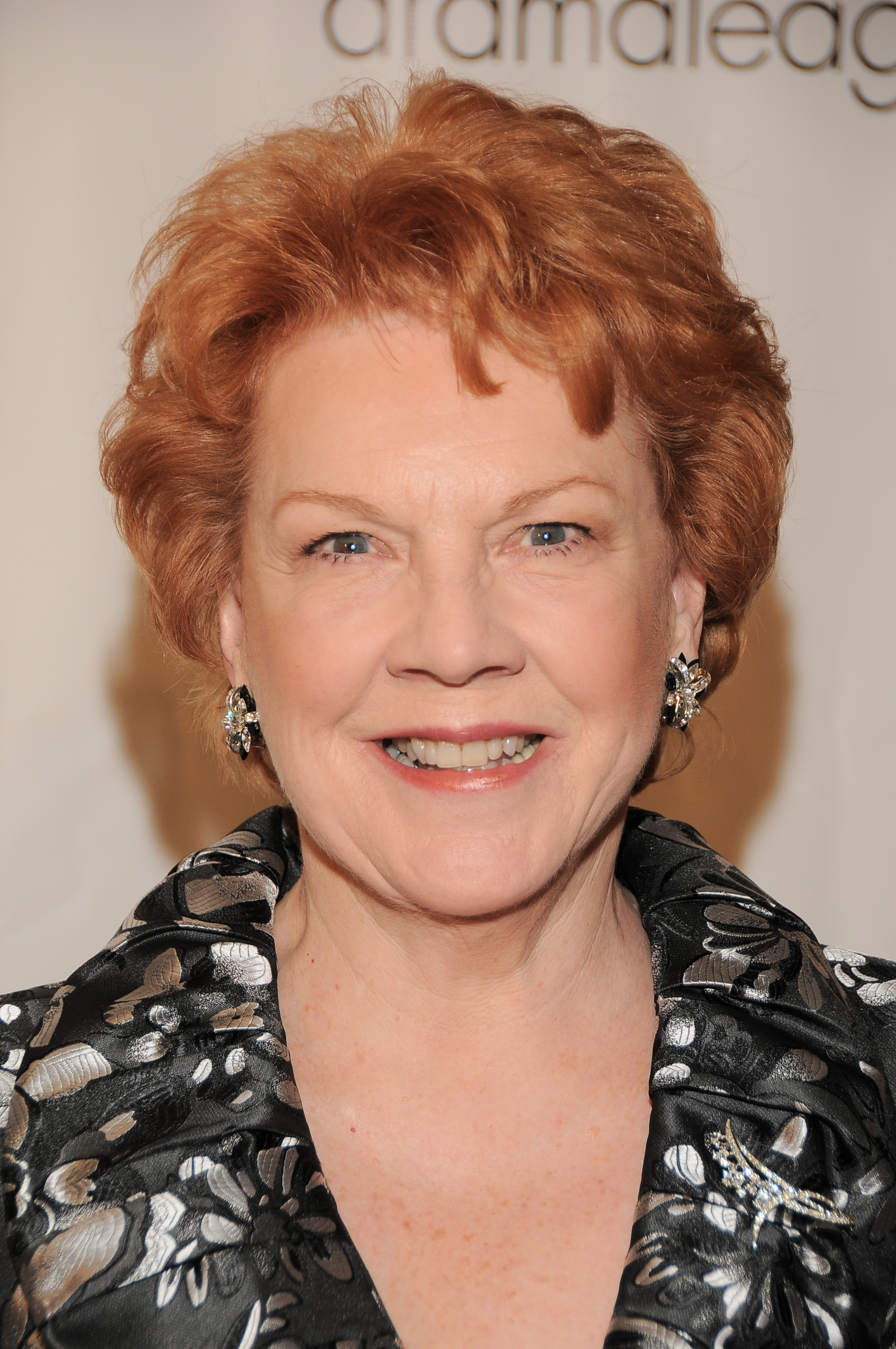
Beth Fowler

Sœur Jane Ingalls est une détenue religieuse qui aide notamment au service dans la chapelle de la prison de Litchfield.
Lorsque Sophia Burset découvre qu’elle prend des hormones, elle tente de la séduire dans le but d’en obtenir quelques-unes. Au lieu de cela, la sœur Jane Ingalls tente de convaincre Burset de renouer avec son fils qui la rejette depuis qu'elle a annoncé sa transidentité et qu'elle a entamé des démarches de transition.
Jane est en prison pour s’être enchaînée à des armes nucléaires lors d’une manifestation politique. En accord avec sa foi, Jane accepte Sophia comme amie et rejette fortement le fondamentalisme religieux de Pennsatucky. Sœur Jane Ingalls se révèle être plutôt moderne et ouverte dans sa foi autant que dans ses points de vue.
La deuxième saison révèle son passé comme une religieuse devenue activiste. Elle semblait toutefois plus intéressée par la célébrité que par les bonnes œuvres. Il est également révélé que Sœur Jane Ingalls a été défroquée par l’Église pour l’ensemble de ses actions, mais qu’elle a négligé de le dire à ses co-détenus.
Après avoir rejoint la grève de la faim organisée par Soso, Sœur Jane Ingalls s’emballe et finit par être hospitalisée. Après cet incident, la nouvelle est répandue au sein des communautés religieuses. Quelque temps après, un certain nombre de religieuses se rassemblent devant la prison et organisent un sit-in alors que Caputo tente désespérément de négocier avec Ingalls. Elle se radoucit finalement après avoir conclu un accord avec Red dans l’hôpital de la prison : elle ne recommencera à manger si et seulement si Red dit la vérité sur l’attaque contre elle.
Dans la saison 4, bouleversée par l'enfermement de Sophia depuis des semaines en QHS, elle va frapper Gloria (avec sa complicité) dans le but d'être elle aussi envoyée en QHS. Sophia apprendra plus tard qu'elle a contracté une pneumonie en QHS et bénéficié d'une libération anticipée.

### Sophia Burset
Interprétée par Laverne Cox

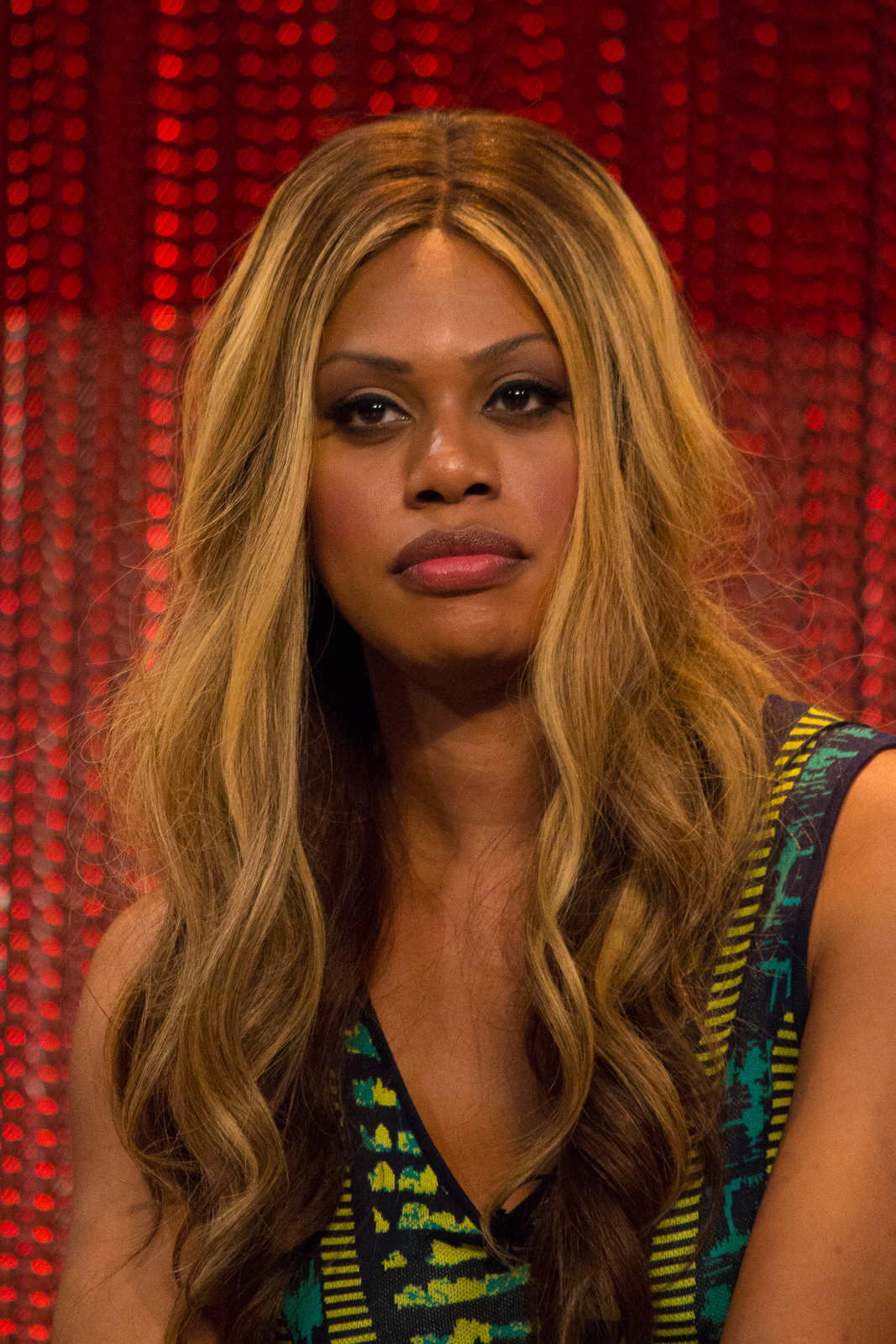
Laverne Cox

Sophia Burset est une femme transgenre en prison pour fraude sur sa carte de crédit. À l’origine pompier, Sophia entame des démarches de transition avec le soutien de son épouse Crystal ; soutien qu’elle perdra au fur et à mesure de l’avancée de la série. Sophia a un jeune fils du nom de Michael, qui éprouve une certaine difficulté avec la transidentité de sa mère. Il est révélé dans la seconde saison que c’est lui qui l’a dénoncée aux autorités.
Dans la prison, elle travaille comme coiffeuse et passe la première moitié de la saison 1 à s’insurger contre la réduction de sa dose d’hormone, considérée comme lui causant des dommages au foie, et reste convaincue qu’il s’agit de discrimination.
Sophia devient amie avec Sœur Ingalls, leur relation débutant par une tentative de Sophia de la convaincre de lui donner certaines de ses hormones. Sœur Ingalls la convainc d’essayer de se réconcilier avec son fils, et de laisser Crystal, sa femme, avancer.
Se développe plus tard une relation amicale entre Piper et Sophia. Elles se donnent souvent des conseils et se font de temps en temps des cadeaux. Sophia est, comme Piper, plus instruite que l’ensemble des codétenus, préoccupée par des questions telles que la santé ou le social.
Dans la saison 2, elle reçoit la visite de son fils en prison pour la première fois, durant laquelle ils se réconcilient.
Dans la saison suivante, elle découvre que son fils a été arrêté par la police en compagnie du fils de Gloria. Elle est persuadée que c'est le fils de Gloria qui a une mauvaise influence sur son fils puis découvre qu'il n'en est rien. Néanmoins, Gloria en veut énormément à Sophia et elles en viennent aux mains. Pour se venger, Gloria va faire courir des rumeurs sur Sophia qui lui vaudront de se faire agresser. Elle dénonce le manque de formation des gardiens et l'insécurité, ne sent pas protégée et menace de rendre cela public. Elle est envoyée "pour sa sécurité" en QHS.
On retrouve Sophia dans la saison 4 toujours en QHS et en sévère dépression. En effet, Caputo ne s'occupe pas de sa libération s'occupant principalement de la gestion des gardiens. Elle va alors tenter plusieurs plans pour essayer d'en sortir, comme inonder sa cellule ou y mettre le feu. Nicky lui offrira secrètement un magazine pour l'occuper, mais Sophia est tellement mal qu'elle va utiliser les pages pour se tailler les veines et maculer sa cellule de sang. Lorsque Caputo apprend cela, ne pouvant rien faire pour libérer Sophia, il accepte que sœur Ingalls prenne une photo d'elle afin de la rendre publique et de dénoncer la situation.

### Tricia Miller
Interprétée par Madeline Brewer
Tricia Miller est une des plus jeunes détenues de la prison. Elle a grandi dans les rues, est toxicomane et homosexuelle. Elle arbore un tatouage sur la gorge.
À l’extérieur de la prison, Tricia a montré des tendances kleptomanes, empruntant souvent des choses qu’elle promettait de rendre plus tard sans pour autant jamais les rendre.
Elle a gardé une liste de toutes les choses qu’elle a jamais volées avec l’intention de régler toutes ses dettes au moment où elle aurait de l’argent. Elle est prise par Miss Claudette à tenter de cacher de la drogue dans la couchette de sa copine (et colocataire) Mercy pour que celle-ci reste dans la prison avec elle. Elle renonce finalement permet la libération de son amie.
Elle demande plus tard de l’aide à Piper pour l’écriture sa lettre d’appel dans le but de sortir plus vite de la prison et de rejoindre Mercy.
Tricia Miller obtient ses médicaments du gardien de prison (Mendez) en échange de faveurs sexuelles. Un jour, lorsque ce dernier est en retard sur sa livraison, elle tente de récupérer les médicaments par elle-même et est immédiatement transférée au SHU. Parce que Red ne tolère pas le trafic de médicaments et que c’est l’infraction de trop, Tricia se voit mettre à la porte de la « famille » de Red. Red admettra plus tard que l’éviction de Tricia Miller ne devait être que temporaire, dans le but de la forcer à apprendre de ses erreurs.
Mendez tente de la faire chanter en lui demandant de reprendre la vente de médicaments pour son compte, mais elle lui fait savoir sa volonté de redevenir « clean » à nouveau. Miller avale alors tous les médicaments, ce qui implique qu’elle risque de mourir. Elle le fait sciemment pour protéger Red et sa famille. Mendez l’enferme à l’intérieur d’un cagibi lorsqu’il s’aperçoit qu’elle est droguée, ce qui pourrait révéler la présence de drogues dans la prison et le découvrir. Miller meurt d’une overdose. Après avoir découvert qu’elle devait effectuer une visite de la prison pour des enfants délinquants, Mendez revient libérer Tricia Miller et la découvre morte. Dans la panique, il manipule la situation pour la faire ressembler à un suicide par pendaison. La vérité n’est jamais découverte par l’administration de la prison.

### Yvonne «Vee» Parker
Interprétée par Lorraine Toussaint

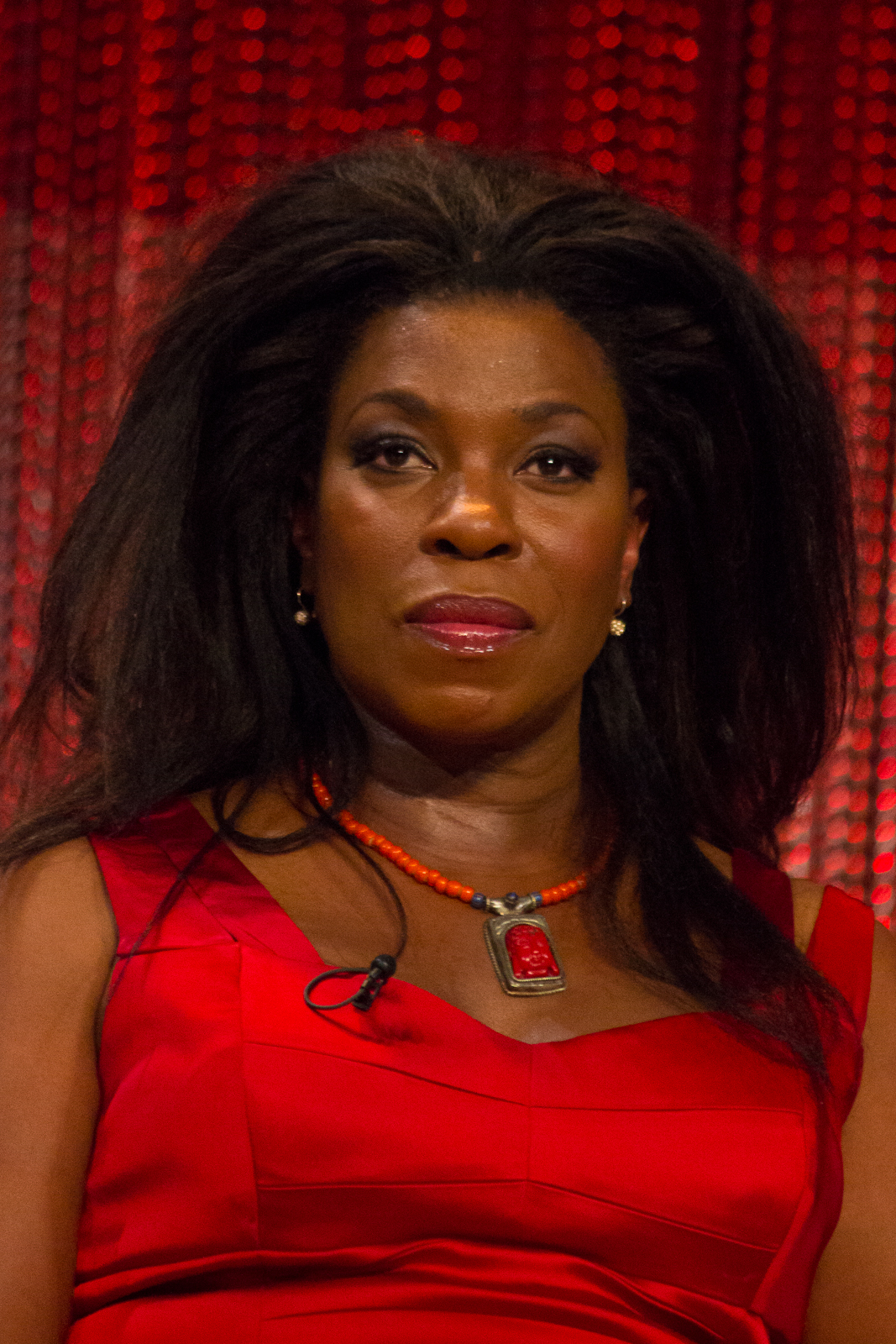
Lorraine Toussaint

Yvonne « Vee » Parker est un des personnages les plus importants de la saison 2.
C’est une détenue dure qui vient de la rue et qui a pendant quelques années été à la tête d’un cartel de drogue, qui utilisait notamment les enfants pour effectuer des livraisons. Elle fait son retour dans la prison après un long séjour à l’extérieur.
Elle a une longue histoire avec la plupart des détenus de Litchfield, en particulier avec Red, avec qui elle s’était battue impitoyablement en tentant de mettre la main sur son activité de contrebande au sein de la prison, et Taystee, qu’elle avait pris sous son aile à un âge précoce.
Vee est impitoyable et manipulatrice, plus que disposée à mettre la main sur les jeunes détenues (ou criminelles) naïves pour les abandonner par la suite lorsqu’elle n’a plus besoin d'elles.
À son retour à la prison, elle construit un gang avec la population afro-américaine, notamment en les manipulant et en usant sur eux de son influence et de son caractère maternel, Seule Poussey a le courage de l’affronter. Elle met alors en place un commerce de tabac dans la prison. Après que Red rejette sa tentative de prise de contrôle de son opération de contrebande et qu’une de ses amies ne tente de la tuer, Vee Parker entame une guerre des gangs avec le gang des blanches. Red réussit presque à la tuer en l’étranglant, mais elle cède à la dernière minute et décide de négocier une trêve. Cependant, durant cette bagarre, Vee faisait semblant d’abandonner. Elle agresse très violemment Red avec un « slock » (un verrou caché dans une chaussette), l’envoyant ainsi à l’infirmerie de la prison.
Son arrogance et brutalité la conduisent finalement à sa chute. Cependant, quand Nichols, la seconde et confidante de Red, vole son héroïne, elle devient paranoïaque.
Elle tente de mettre la main sur Crazy Eyes, qui a été son plus fidèle supporter à une époque, afin de passer Red à tabac. Toutes les filles se retournent alors sur elle, et elle tente alors de s’échapper par le tunnel de Red. Lorsque Vee atteint la route principale, Miss Rosa, qui vient de détourner un fourgon de la prison, la voit sur le côté de la route et, se rappelant un incident antérieur qu’elle avait eu avec elle, la renverse délibérément avant de prendre la fuite.

### Yoga Jones
Interprétée par Constance Shulman
Erica "Yoga" Jones est une détenue qui enseigne le yoga à la prison. Elle a un comportement anormalement calme et paisible. Jones ne donne aucune indication sur les raisons pour lesquelles elle est incarcérée.
Mais elle perd son calme lorsque lors d’une dispute avec Janae qui déduit que son engagement pour le yoga et la spiritualité provient du fait qu’elle aurait commis un crime odieux, elle suggère qu’elle aurait tué un enfant. Jones frappe Janae au visage.
On apprend plus tard que Yoga Jone a tiré sur un petit garçon de huit ans, en croyant être un cerf, alors qu’elle était ivre.